# U-Bahn-Strecke C (Frankfurt am Main)
| Karte |                              |                                                |                                                |
| Streckenlänge: | 14,9 km, davon Tunnel 7,9 km |                                                |                                                |
| Spurweite: | 1435 mm (Normalspur)         |                                                |                                                |
| |                              |                                                |                                                |
| Eröffnung: | 11. Oktober 1986 (bis Zoo)   |                                                |                                                |
| Linien: | (im Außenast),               |                                                |                                                |
| Stationen: | 26                           |                                                |                                                |
| Streckenverlauf |                              |                                                |                                                |
| \| \| [2] 2,88 \| Wendeanlage \| Wendeanlage \| \| \| 2,61 \| von der Stadtbahnzentralwerkstatt \| von der Stadtbahnzentralwerkstatt \| \| \| 2,40 \| Praunheim Heerstraße \| Praunheim Heerstraße \| \| \| \| Ebelfeld (2004 stillgelegt) \| \| \| \| 1,80 \| Friedhof Westhausen \| Friedhof Westhausen \| \| \| \| Praunheim Brücke <> Hausen (1985 stillgelegt) \| \| \| \| 1,50 \| Stephan-Heise-Straße \| Stephan-Heise-Straße \| \| \| 1,12 \| Hausen \| Hausen \| \| \| 0,80 \| Hausener Weg \| Hausener Weg \| \| \| \| Niddabrücke \| \| \| \| 0,46 \| Große Nelkenstraße \| Große Nelkenstraße \| \| \| 0,36 \| Fischstein \| Fischstein \| \| \| \| Beginn Stammstrecke \| \| \| \| 0,0014,1 \| Industriehof \| Industriehof \| \| \| \| Verbindung zur Straßenbahn \| \| \| \| 13,8 \| Beginn C-Tunnel \| Beginn C-Tunnel \| \| \| 13,3 \| Kirchplatz \| Kirchplatz \| \| \| 12,6 \| Leipziger Straße \| Leipziger Straße \| \| \| 12,0 \| Bockenheimer Warte U4 \| Bockenheimer Warte U4 \| \| \| \| Verbindungskurve von D-Strecke \| \| \| \| 11,3 \| Westend \| Westend \| \| \| 10,65 \| Alte Oper \| Alte Oper \| \| \| 10,0 \| Hauptwache U1-U3, U8 S1–S6, S8/9 \| Hauptwache U1-U3, U8 S1–S6, S8/9 \| \| \| 9,5 \| Konstablerwache U4, U5 S1–S6, S8/9 \| Konstablerwache U4, U5 S1–S6, S8/9 \| \| \| [3] 8,60,00 \| Zoo \| Zoo \| \| \| 0,00 • \| Ende Stammstrecke \| Ende Stammstrecke \| \| \| 7,9 \| Ostbahnhof Regionalverkehr \| Ostbahnhof Regionalverkehr \| \| \| 0,65 • 1,10 \| Habsburgerallee \| Habsburgerallee \| \| \| 1,20 • 1,65 \| Parlamentsplatz \| Parlamentsplatz \| \| \| 1,80 • 2,20 \| Eissporthalle/Festplatz \| Eissporthalle/Festplatz \| \| \| 2,10 • 2,40 \| Ende C-Tunnel \| Ende C-Tunnel \| \| \| 2,36 • 2,66 \| Verbindung von der Straßenbahn \| Verbindung von der Straßenbahn \| \| \| 2,50 • 2,80 \| Johanna-Tesch-Platz \| Johanna-Tesch-Platz \| \| \| 3,06 • 3,36 \| vom/zum Betriebshof Ost (U4 von/nach Bornheim) \| vom/zum Betriebshof Ost (U4 von/nach Bornheim) \| \| \| 3,20 • 3,50 \| Schäfflestraße \| Schäfflestraße \| \| \| \| ehem. Kreuzung Industriebahn Seckbach \| \| \| \| 3,85 • 4,15 \| Gwinnerstraße \| Gwinnerstraße \| \| \| \| nach Bergen (1992 stillgelegt) \| \| \| \| 4,40 • 4,70 \| Kruppstraße \| Kruppstraße \| \| \| 4,85 • 5,15 \| Hessen-Center \| Hessen-Center \| \| \| 5,24 • 5,54 \| Enkheim \| Enkheim \| |                              |                                                |                                                |
| | 2,88                         | Wendeanlage                                    | Wendeanlage                                    |
| U-Bahn-Abzweig geradeaus und von rechts | 2,61                         | von der Stadtbahnzentralwerkstatt              | von der Stadtbahnzentralwerkstatt              |
| U-Bahn-Bahnhof | 2,40                         | Praunheim Heerstraße                           | Praunheim Heerstraße                           |
| ehemaliger U-Bahn-Haltepunkt / Haltestelle |                              | Ebelfeld (2004 stillgelegt)                    | Ebelfeld (2004 stillgelegt)                    |
| U-Bahn-Haltepunkt / Haltestelle | 1,80                         | Friedhof Westhausen                            | Friedhof Westhausen                            |
| U-Bahn-Strecke · U-Bahn-Strecke (außer Betrieb) |                              | Praunheim Brücke <> Hausen (1985 stillgelegt)  | Praunheim Brücke <> Hausen (1985 stillgelegt)  |
| U-Bahn-Haltepunkt / Haltestelle · U-Bahn-Strecke (außer Betrieb) | 1,50                         | Stephan-Heise-Straße                           | Stephan-Heise-Straße                           |
| U-Bahn-Strecke · U-Bahn-Kopfbahnhof Strecke bis hier außer Betrieb | 1,12                         | Hausen                                         | Hausen                                         |
| U-Bahn-Haltepunkt / Haltestelle · U-Bahn-Strecke | 0,80                         | Hausener Weg                                   | Hausener Weg                                   |
| U-Bahn-Brücke über Wasserlauf · U-Bahn-Strecke |                              | Niddabrücke                                    | Niddabrücke                                    |
| U-Bahn-Strecke · U-Bahn-Haltepunkt / Haltestelle | 0,46                         | Große Nelkenstraße                             | Große Nelkenstraße                             |
| U-Bahn-Haltepunkt / Haltestelle · U-Bahn-Strecke | 0,36                         | Fischstein                                     | Fischstein                                     |
| U-Bahn-Verschwenkung nach links · U-Bahn-Verschwenkung nach rechts |                              | Beginn Stammstrecke                            | Beginn Stammstrecke                            |
| U-Bahn-Bahnhof | 0,0014,1                     | Industriehof                                   | Industriehof                                   |
| U-Bahn-Abzweig geradeaus, nach links und nach rechts |                              | Verbindung zur Straßenbahn                     | Verbindung zur Straßenbahn                     |
| U-Bahn-Tunnelanfang | 13,8                         | Beginn C-Tunnel                                | Beginn C-Tunnel                                |
| U-Bahn-Haltepunkt / Haltestelle (im Tunnel) | 13,3                         | Kirchplatz                                     | Kirchplatz                                     |
| U-Bahn-Haltepunkt / Haltestelle (im Tunnel) | 12,6                         | Leipziger Straße                               | Leipziger Straße                               |
| U-Bahn-Bahnhof (im Tunnel) | 12,0                         | Bockenheimer Warte U4                          | Bockenheimer Warte U4                          |
| U-Bahn-Abzweig geradeaus und von rechts (im Tunnel) |                              | Verbindungskurve von D-Strecke                 | Verbindungskurve von D-Strecke                 |
| U-Bahn-Haltepunkt / Haltestelle (im Tunnel) | 11,3                         | Westend                                        | Westend                                        |
| U-Bahn-Haltepunkt / Haltestelle (im Tunnel) | 10,65                        | Alte Oper                                      | Alte Oper                                      |
| U-Bahn-Bahnhof (im Tunnel) | 10,0                         | Hauptwache U1-U3, U8 S1–S6, S8/9               | Hauptwache U1-U3, U8 S1–S6, S8/9               |
| U-Bahn-Haltepunkt / Haltestelle (im Tunnel) | 9,5                          | Konstablerwache U4, U5 S1–S6, S8/9             | Konstablerwache U4, U5 S1–S6, S8/9             |
| U-Bahn-Bahnhof (im Tunnel) | 8,60,00                      | Zoo                                            | Zoo                                            |
| U-Bahn-Strecke von links (im Tunnel) · U-Bahn-Abzweig geradeaus und nach rechts (im Tunnel) | 0,00 •                       | Ende Stammstrecke                              | Ende Stammstrecke                              |
| U-Bahn-Kopfbahnhof Streckenende (im Tunnel) · U-Bahn-Strecke (im Tunnel) | 7,9                          | Ostbahnhof Regionalverkehr                     | Ostbahnhof Regionalverkehr                     |
| U-Bahn-Haltepunkt / Haltestelle (im Tunnel) | 0,65 • 1,10                  | Habsburgerallee                                | Habsburgerallee                                |
| U-Bahn-Haltepunkt / Haltestelle (im Tunnel) | 1,20 • 1,65                  | Parlamentsplatz                                | Parlamentsplatz                                |
| U-Bahn-Haltepunkt / Haltestelle (im Tunnel) | 1,80 • 2,20                  | Eissporthalle/Festplatz                        | Eissporthalle/Festplatz                        |
| U-Bahn-Tunnelende | 2,10 • 2,40                  | Ende C-Tunnel                                  | Ende C-Tunnel                                  |
| U-Bahn-Abzweig geradeaus und von rechts | 2,36 • 2,66                  | Verbindung von der Straßenbahn                 | Verbindung von der Straßenbahn                 |
| U-Bahn-Bahnhof | 2,50 • 2,80                  | Johanna-Tesch-Platz                            | Johanna-Tesch-Platz                            |
| U-Bahn-Abzweig geradeaus, nach links und von links | 3,06 • 3,36                  | vom/zum Betriebshof Ost (U4 von/nach Bornheim) | vom/zum Betriebshof Ost (U4 von/nach Bornheim) |
| U-Bahn-Haltepunkt / Haltestelle | 3,20 • 3,50                  | Schäfflestraße                                 | Schäfflestraße                                 |
| U-Bahn-Kreuzung mit Eisenbahn (Querstrecke außer Betrieb) |                              | ehem. Kreuzung Industriebahn Seckbach          | ehem. Kreuzung Industriebahn Seckbach          |
| U-Bahn-Haltepunkt / Haltestelle | 3,85 • 4,15                  | Gwinnerstraße                                  | Gwinnerstraße                                  |
| U-Bahn-Abzweig geradeaus und ehemals nach links |                              | nach Bergen (1992 stillgelegt)                 | nach Bergen (1992 stillgelegt)                 |
| U-Bahn-Haltepunkt / Haltestelle | 4,40 • 4,70                  | Kruppstraße                                    | Kruppstraße                                    |
| U-Bahn-Haltepunkt / Haltestelle | 4,85 • 5,15                  | Hessen-Center                                  | Hessen-Center                                  |
| U-Bahn-Kopfbahnhof Streckenende | 5,24 • 5,54                  | Enkheim                                        | Enkheim                                        |

Die U-Bahn-Strecke C oder C-Strecke ist die dritte Strecke im Netz der sogenannten Frankfurter U-Bahn.
Sie ist die wesentliche West-Ost-Verbindung im Frankfurter Nahverkehr  und verläuft zwischen den Stadtteilen Hausen und Praunheim einerseits und andererseits dem Ostbahnhof und Enkheim. Das mit der Strecke untrennbar verbundene Projekt „Schienenfreie Innenstadt“ war 1986 ein kommunalpolitischer Streitpunkt.
Die Strecke besitzt in den dicht bebauten innerstädtischen Stadtteilen zwölf unterirdische Bahnhöfe, darunter die beiden gemeinsam mit der S-Bahn genutzten viergleisigen Stationen Hauptwache und Konstablerwache. An die Tunnelstrecke schließen sich im Westen zwei und im Osten eine ebenerdige Zulaufstrecke an.

## Verlauf, Streckenbeschreibung

### Tabellarische Auflistung der Streckenabschnitte
Die C-Strecke lässt sich in fünf verschiedene Streckenabschnitte unterteilen: in die von beiden Linien genutzte Stammstrecke zwischen Industriehof und Zoo sowie vier Streckenäste, in die sich die Stammstrecke an ihrem westlichen und östlichen Ende verzweigt. Diese Anschlussstrecken werden nur von jeweils einer Linie befahren.
Offiziell wird die C-Strecke dagegen auf andere Art in Abschnitte untergliedert. Diese sind in der Regel mit römischen Zahlen nummeriert. Die Anschlussstrecke nach Enkheim hat jedoch eine arabische 1, die westlichen Anschlussstrecken sind namenlos. Im Einzelnen gilt folgende Nummerierung (von West nach Ost):
| Anschlussstrecke      | namenlos | Heerstraße – Industriehof                                | in Betrieb U7                                                            |
| Anschlussstrecke      | namenlos | Hausen – Industriehof                                    | in Betrieb U6                                                            |
| Teil der Stammstrecke | C V      | Industriehof – Bockenheimer Warte                        | in Betrieb U6, U7                                                        |
| Teil der Stammstrecke | C III    | Bockenheimer Warte – Alte Oper                           | in Betrieb U6, U7                                                        |
| Teil der Stammstrecke | C I      | Verzweigung S-Bahn – Hauptwache                          | in Betrieb U6, U7; das Baulos gehörte teilweise zu A I                   |
| Teil der Stammstrecke | C II     | Zeil-Tunnel – Konstablerwache – Verzweigung S-Bahn – Zoo | in Betrieb U6, U7                                                        |
| Anschlussstrecke      | C IV     | Zoo – Ostbahnhof – Fechenheim                            | bis Ostbahnhof in Betrieb U6, bis Fechenheim Realisierung nicht absehbar |
| Anschlussstrecke      | C 1      | Zoo – Enkheim                                            | in Betrieb U7, Schäfflestraße bis Enkheim zusätzlich U4                  |

Die Nummerierungsfolge dürfte die Abfolge wiedergeben, in der die Abschnitte ursprünglich gebaut werden sollten. Allerdings haben sich die Prioritäten inzwischen verschoben.
Die beiden namenlosen westlichen Anschlussstrecken sind ehemalige Straßenbahnstrecken, verlaufen durch die Stadtteile Praunheim, Rödelheim und Hausen und erschließen dabei überwiegend Wohngebiete.
Im Folgenden werden nun alle Teilabschnitte von West nach Ost geordnet betrachtet.

### Heerstraße – Industriehof

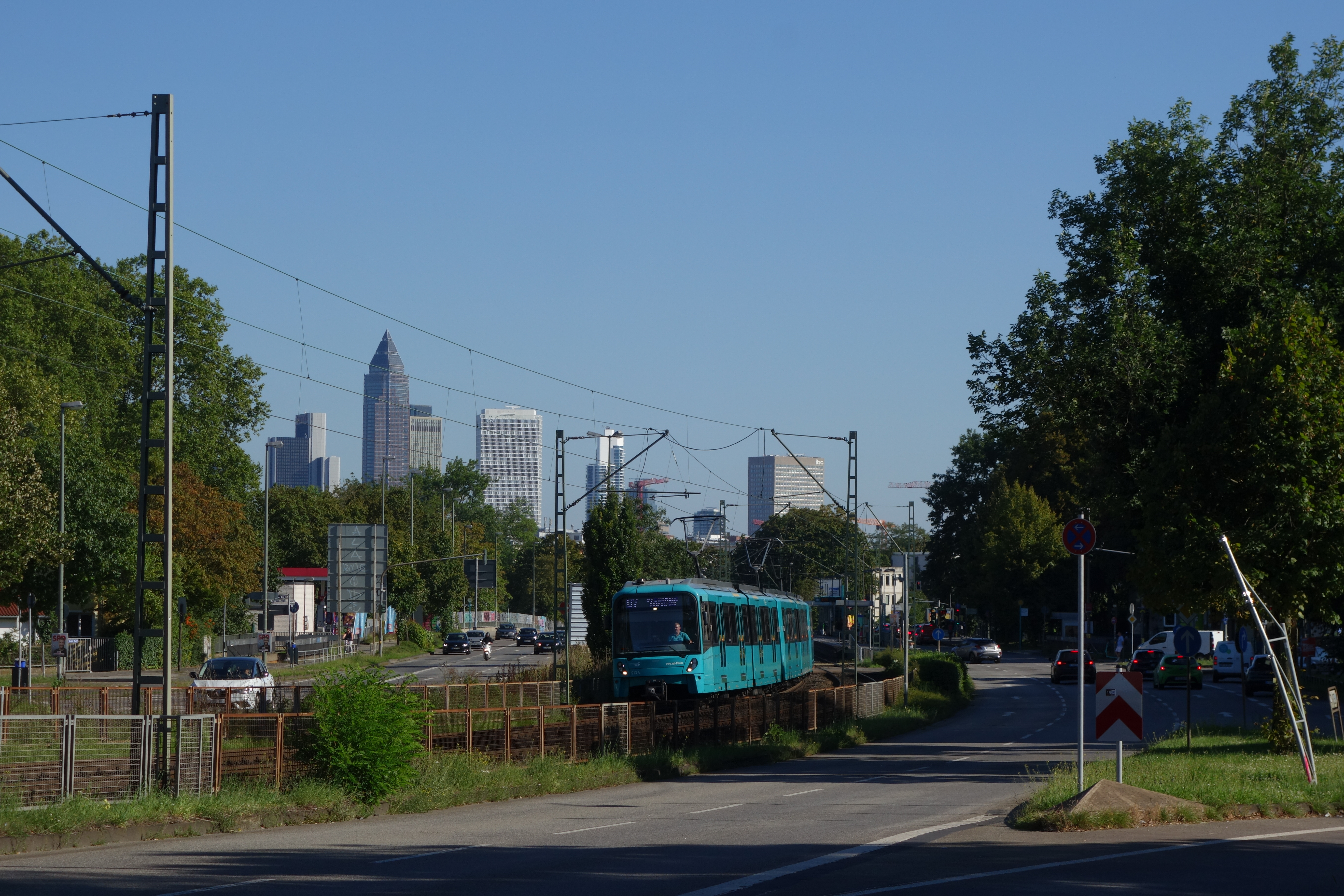
U7 auf der Ludwig-Landmann-Straße, im Hintergrund die Station Hausener Weg

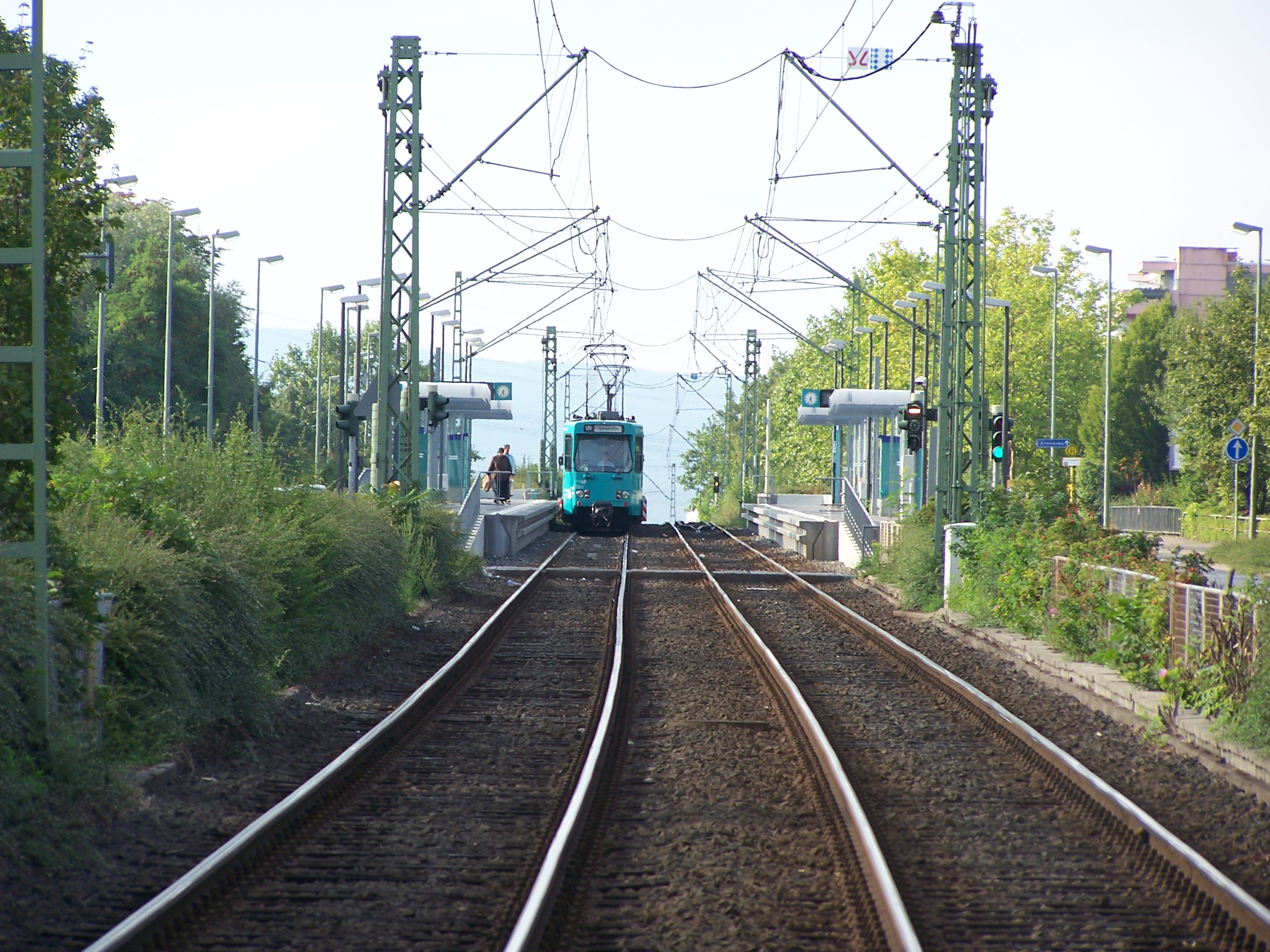
Stadtbahnstation Friedhof Westhausen

Der längere der beiden Streckenäste wird seit dem Fahrplanwechsel im Dezember 2018 von der Linie U7 befahren, bis dahin von der U6. Der Linientausch stand im Zusammenhang mit der Ausweitung des Nachtverkehrs auf der Linie U7. Die Strecke verläuft auf dem Mittelstreifen der meist zweispurig ausgebauten Ludwig-Landmann-Straße, die als Ein- und Ausfallstraße dient. Die Trasse, auf der bis 1986 die Tramlinie 22 verkehrte, wurde bereits in den 70er Jahren im Zusammenhang mit dem Neubau der Zentralwerkstatt an der Heerstraße stadtbahnähnlich ausgebaut und straßenunabhängig trassiert. Zur Eröffnung der C-Strecke waren daher kaum Umbaumaßnahmen erforderlich, es wurden lediglich die bestehenden Bahnsteige auf eine einheitliche Länge von 90 Metern gebracht. Ein weiterer Ausbau erfolgte erst in den letzten Jahren, die Strecke wurde dabei mit barrierefreien Hochbahnsteigen und Zugängen ausgerüstet.
Die Strecke beginnt mit einer dreigleisigen Wendeanlage an der Heerstraße in Höhe eines Umspannwerkes. Sie ist größtenteils von landwirtschaftlich genutzten Feldern umgeben, auf denen in Zukunft das Gewerbegebiet Praunheim entstehen soll. Über eine eingleisige Anschlussstrecke ist von dort die etwa ein Kilometer entfernte Stadtbahnzentralwerkstatt in Rödelheim erreichbar. Dort werden alle Schienenfahrzeuge der VGF gewartet. Nach diesem Abzweig kreuzt die Strecke die orthogonal verlaufende Heerstraße und geht in den Mittelstreifen der Ludwig-Landmann-Straße über. Dort befindet sich – mittlerweile etwa 100 Meter entfernt – die gleichnamige Stadtbahnstation Heerstraße. Sie erhielt 2004 einen Hochbahnsteig in Mittellage und wurde mit der ehemals sehr nahe gelegenen Station Ebelfeld zusammengelegt und daher nach Süden versetzt. Um die Umsteigewege zur eigentlich nur durch die Heerstraße verkehrenden Omnibuslinie 60 nicht zu verlängern, wurde die Bushaltestelle in die Ludwig-Landmann-Straße verlegt und unmittelbar vor die Endstation der U7 eine Wendemöglichkeit gebaut. Die Bushaltestelle befindet sich zurzeit allerdings noch im provisorischen Zustand, während die Stadtbahnstation nach dem neusten Haltestellendesign der VGF ausgestattet ist. Sie erschließt die Siedlung Praunheim, die in den 20er Jahren im Rahmen von Ernst Mays Wohnungsbauprogramm Neues Frankfurt gebaut wurde, sowie ein kleines Einkaufszentrum.

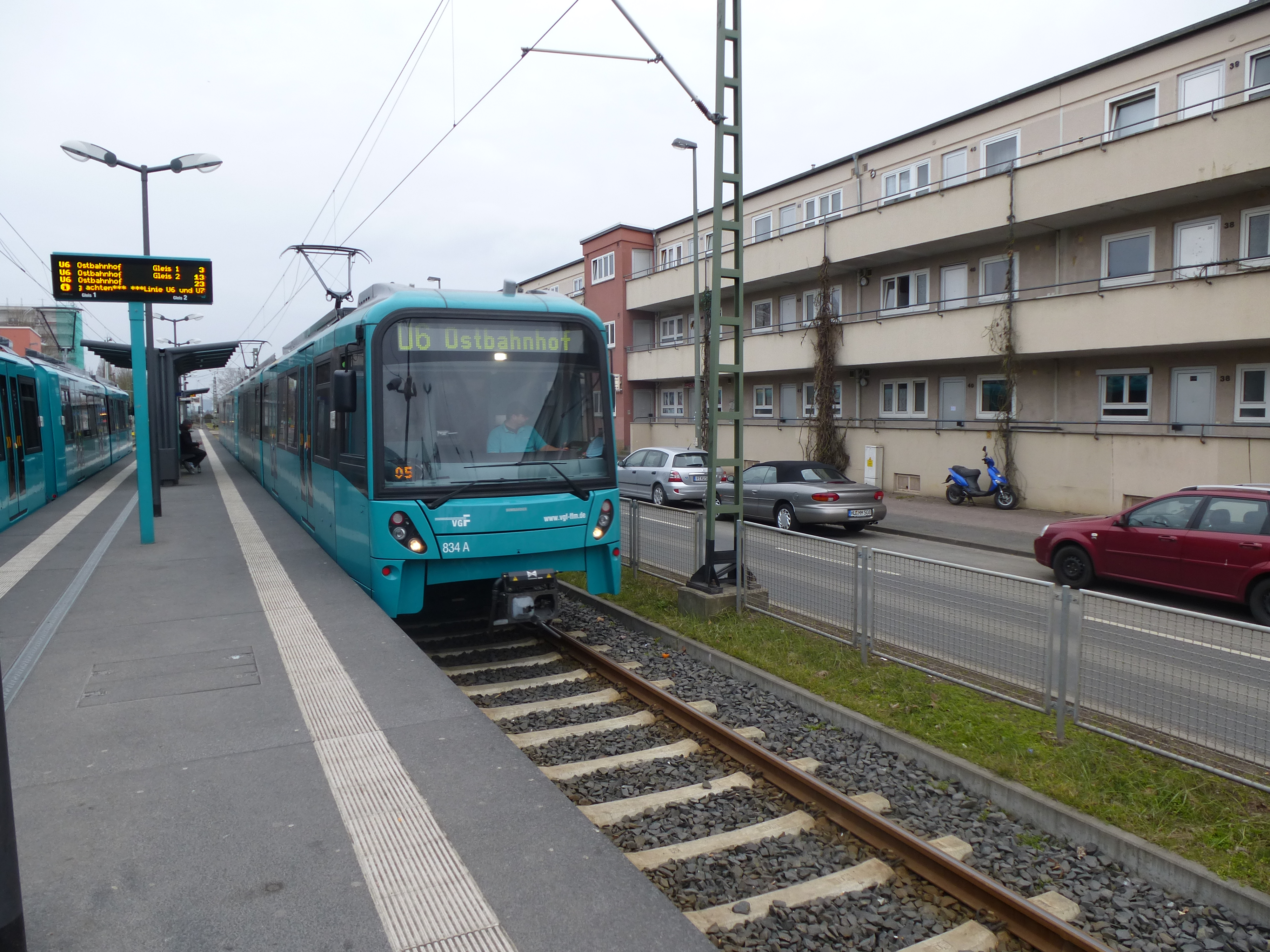
U5-Triebwagen auf der U6 an der Heerstraße

Etwa 500 Meter weiter folgt die Stadtbahnstation Friedhof Westhausen, die den Namen des nahegelegenen Friedhofs trägt. Der Friedhof Westhausen gehört zu den größten Friedhöfen in Frankfurt und beherbergt auch eine Gedenkstätte für 4788 italienische Militär- und Zivilangehörige, die im Zweiten Weltkrieg gefallen sind. Der Friedhof wiederum ist nach der 1929–31 gebauten Siedlung Westhausen benannt, die an der Haltestelle beginnt und ebenfalls von Ernst May entworfen wurde. Zusammen mit der nächsten Station Stephan-Heise-Straße wird die über tausend Wohnungen zählende Siedlung und das Liebig-Gymnasium erschlossen. Beide Stationen sind sehr ähnlich ausgebaut: Sie besitzen beide Hochbahnsteige mit jeweils einem ebenerdigen Zugang und einer Unterführung, wobei diese an der Station Friedhof Westhausen durch Rampen mit dem Gehweg der Kollwitzstraße, die die Ludwig-Landmann-Straße unterquert, kombiniert ist.

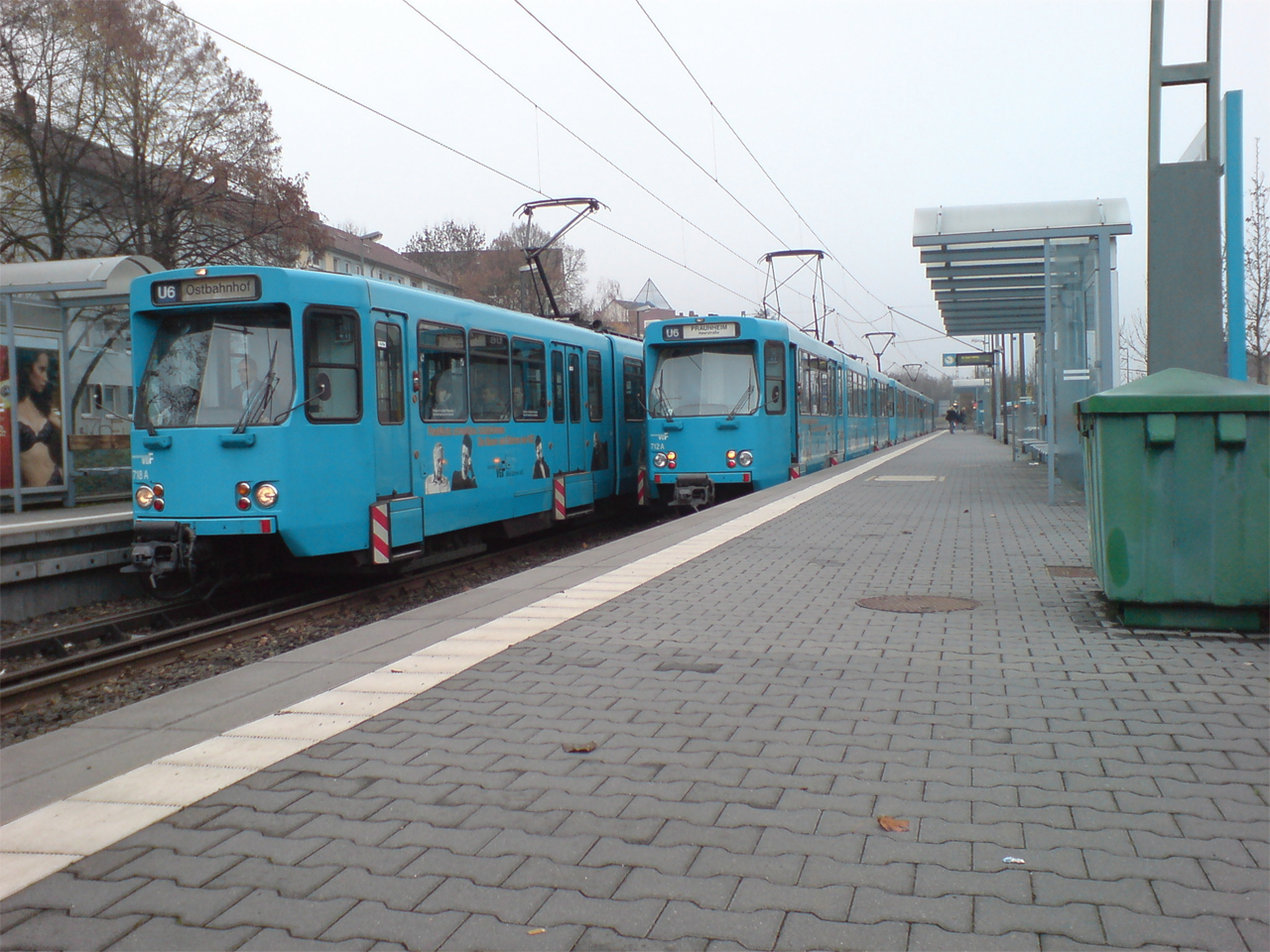
Stadtbahnstation Hausener Weg

Im weiteren Verlauf der Strecke wird die als Stadtautobahn ausgebaute A 66 überquert und damit der Stadtteil Praunheim verlassen, auf dessen Gemarkung übrigens auch die Siedlung Westhausen liegt. Hinter der Autobahnbrücke befindet sich die Station Hausener Weg. Sie liegt an der Kreuzung der gleichnamigen Straße mit der Ludwig-Landmann-Straße, erschließt die angrenzenden Wohngebiete von Hausen und Rödelheim und bietet die Möglichkeit zur Omnibuslinie 34 umzusteigen. Die Haltestelle wurde als erste auf diesem Streckenast nach barrierefreien Richtlinien umgebaut. Die ehemals ebenerdigen Bahnsteige wurden dabei durch Hochbahnsteige ersetzt und ampelgesteuerte Fußgängerüberwege anstelle der Unterführungen errichtet. Die Unterführung konnte – im Gegensatz zu den vorherigen beiden Stationen – nicht mehr an die Bahnsteige angeschlossen werden, da sich darüber die neuen Rampen zum Fußgängerüberweg befinden. Sie bleibt jedoch weiterhin als Verbindung beider Straßenseiten passierbar. Zusätzlich befinden sich am südöstlichen Ende der Haltestelle noch Treppen zum Niddauferweg. Die Nidda wird direkt im Anschluss an die Station Hausener Weg überquert.
Die folgende Station Fischstein hatte als letzte noch niedrige Bahnsteige. Der Umbau ist Ende Mai 2011 beendet worden. (→ siehe unten); die Station wurde dabei um einige 100 m stadteinwärts verlegt.
Durch die Stadtbahn-Zentralwerkstatt an der Heerstraße ist der auf diesem Streckenabschnitt sehr abwechslungsreiche Verkehr verschiedener Fahrzeuge – von Stadtbahnwagen aller Baureihen über Niederflurfahrzeuge der Straßenbahn bis hin zu Arbeitswagen und alten Museumsfahrzeugen – alltäglich.

### Hausen – Industriehof

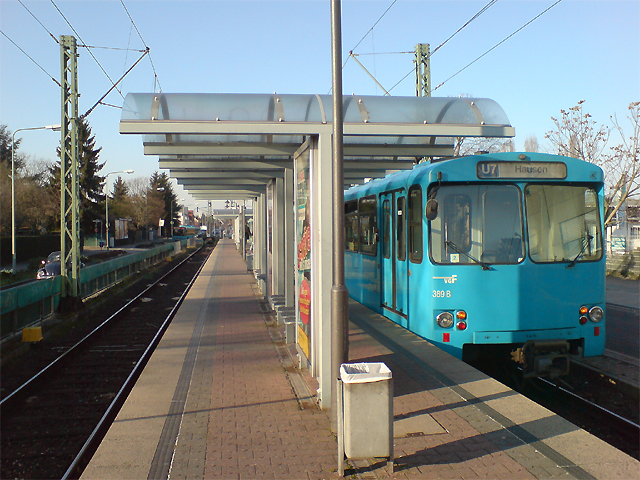
Endstation Hausen

Das westliche Ende der U6 verläuft ebenerdig auf dem Mittelstreifen der Straße Am Hohen Weg durch den Stadtteil Hausen. Anders als die Strecke zur Heerstraße wurde sie erst zur Eröffnung 1986 stadtbahnmäßig ausgebaut und erhielt einen eigenen Bahnkörper sowie Hochbahnsteige. Die früher hier verlaufende Straßenbahnlinie 18 wies dagegen teilweise eingleisige Streckenführung auf, führte aber weiter bis zur Endstation Praunheim Brücke.

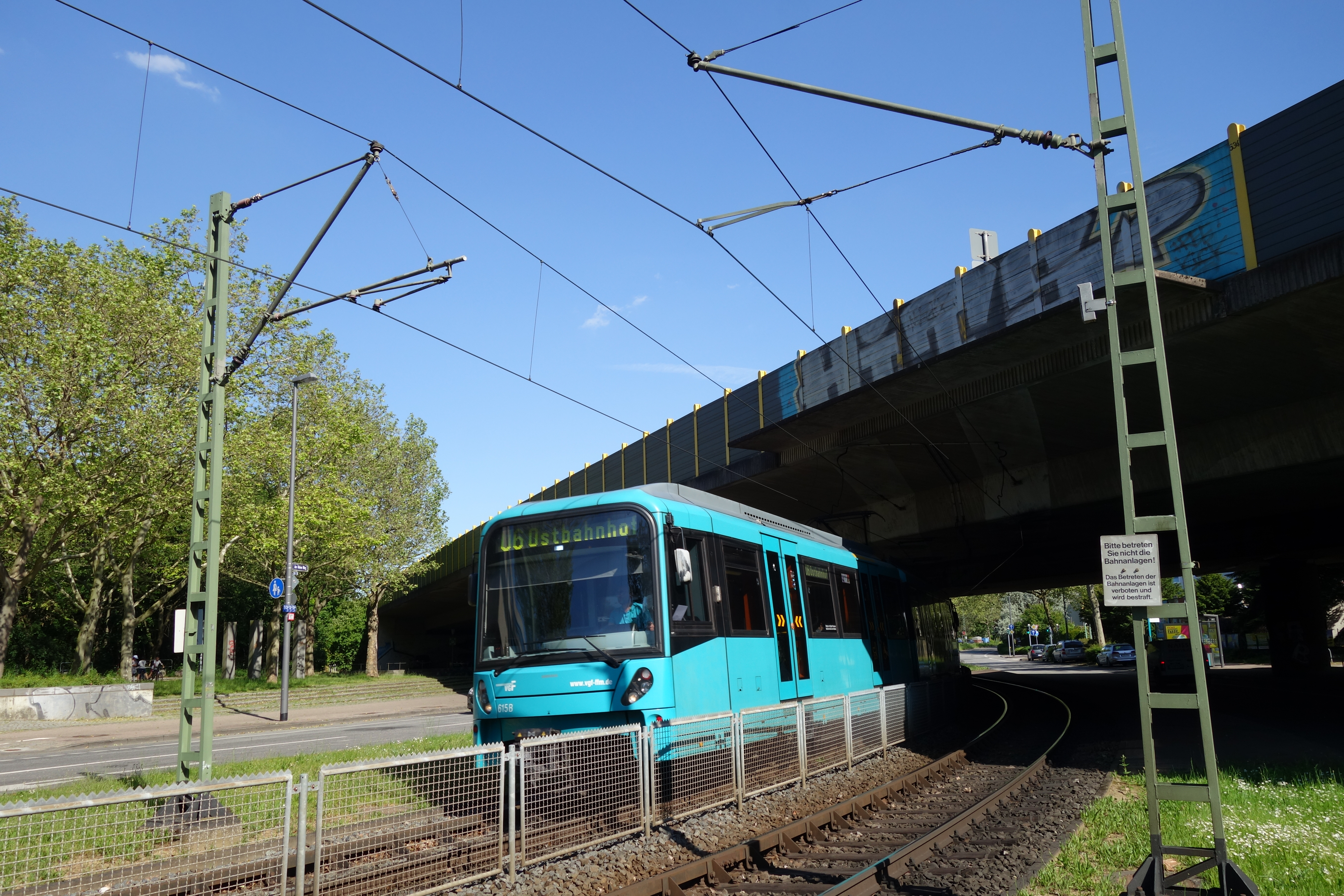
Unterführung der A 66 kurz vor der Endstation Hausen.

Die Endstation Hausen liegt am Beginn der Praunheimer Landstraße, nahe der Willi-Brundert-Siedlung, unweit des zur Bundesgartenschau 1989 eröffneten Niddaparks. Nach wenigen 100 Metern Fahrt wird die Autobahn A 66 unterquert. Die folgende Haltestelle Große Nelkenstraße erschließt den alten Hausener Ortskern mit der Brotfabrik. Diese Station besitzt als einzige zwei Seitenbahnsteige, die nicht gegenüber, sondern versetzt angeordnet sind: die Bahn hält jeweils in Fahrtrichtung vor der Kreuzung der Großen Nelkenstraße.
Nach einem guten Kilometer trifft die Strecke auf die der U7 und die Straße Am Industriehof und mündet dort gemeinsam mit der anderen Strecke in die Station Industriehof.

### Industriehof – Zoo

#### Bockenheim und Westend

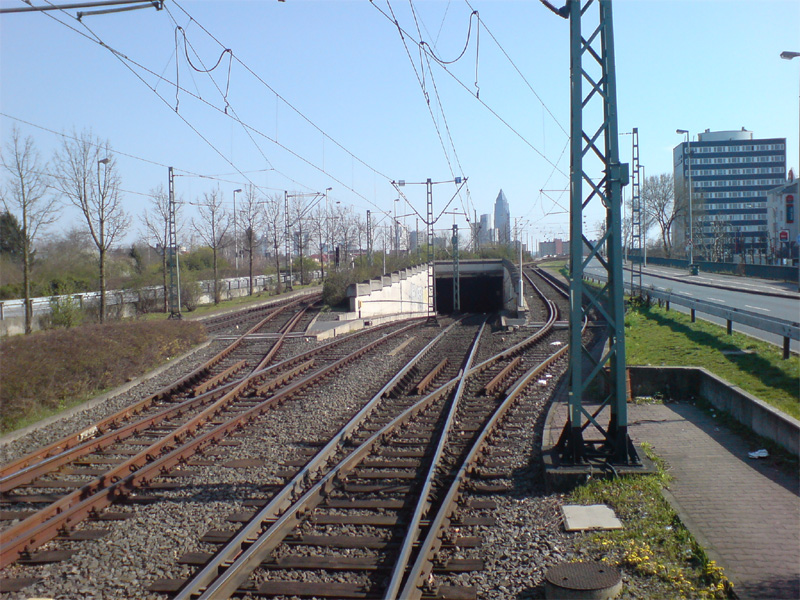
Rampe an der Breitenbachbrücke

Die beiden westlichen Streckenzweige aus Hausen und Praunheim laufen in der Friedrich-Wilhelm-von-Steuben-Straße zusammen und erreichen die Station Industriehof. Die Station liegt am östlichen Rand des Gewerbegebiets Industriehof in Höhe der Insterburger Straße. Südlich der Station schließen Straßenbahngleise in Richtung Breitenbachbrücke an, die nur noch für Betriebsfahrten genutzt werden. Zwischen diesen Gleisen fährt die U-Bahn über eine Rampe in den C-Tunnel, das Kernstück der C-Linie.
Der C-Tunnel unterquert die Main-Weser-Bahn und schwenkt nach Osten ab in den alten Ortskern des Stadtteils Bockenheim. Die folgende Station Kirchplatz liegt unterhalb der Ginnheimer Straße und den angrenzenden Häuserblocks. Namensgeberin dieser Station ist die evangelische Jakobskirche, die am nördlichen Ende des kleinen Platzes liegt. Neben kirchlichen Motiven finden sich im U-Bahnhof auch alte Bilder der ehemals eigenständigen Stadt Bockenheim. Im Streckenverlauf ist es die erste unterirdische Station im postmodernen Stil der 1980er. Der Tunnel erreicht nach etwa 400 Metern die verhältnismäßig schmale Leipziger Straße, in der die beiden Tunnelröhren übereinander verlaufen. Unter dieser Bockenheimer Haupteinkaufsstraße liegt die gleichnamige U-Bahn-Station, die mit Bildern von älteren U-Bahnsystemen wie Paris oder London geschmückt ist.

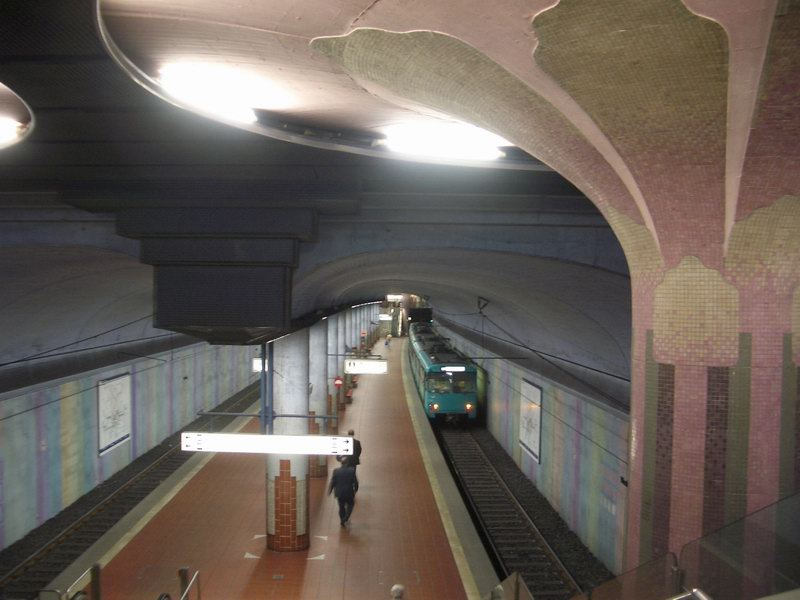
U-Bahnhof Westend

Nach einem weiteren Ost-Schwenk erreicht die U-Bahn, wieder nebeneinander, den ehemaligen Turm der Frankfurter Landwehr, die Bockenheimer Warte, und damit das Frankfurter Westend. Der U-Bahnhof Bockenheimer Warte liegt unter dem gleichnamigen Platz und erschließt damit im Wesentlichen den Campus Bockenheim der Johann Wolfgang Goethe-Universität Frankfurt am Main. An den Wänden befinden sich Fotos aus dem Alltag der Universität aus den 80er Jahren. Über den westlichen Ausgang ist die vor dem Bockenheimer Depot gelegene Haltestelle der Straßenbahnlinie 16 zu erreichen. Der Bahnhof ist seit 2001 Umsteigebahnhof zur D-Strecke. Am östlichen Ende des Bahnsteigs verbindet eine gemeinsame B-Ebene, die als Rotunde ausgeführt ist, die Zugänge zu beiden Stationsbauwerken. Unmittelbar nach der Station befindet sich südlich der Tunnelröhre eine eingleisige Verbindungskurve zur D-Strecke, die nur für Betriebsfahrten genutzt wird. Sie ist die einzige unterirdische Verbindung zweier Grundstrecken in Frankfurt.
Die Fortsetzung der Strecke führt unterhalb der Bockenheimer Landstraße entlang und gelangt so zum U-Bahnhof Westend. Die Station des Architekturbüros A.C. Walter und Partner ist durch florale Elemente geprägt und weist damit auf die Nähe zum Palmengarten hin. Die Umgebung der Station, der namensgebende Stadtteil Westend-Süd, ist aber auch für viele Bürohochhäuser bekannt, wie das benachbarte WestendDuo. Am Ende der 1,3 km langen Bockenheimer Landstraße verlässt die Strecke das Westend.

#### City

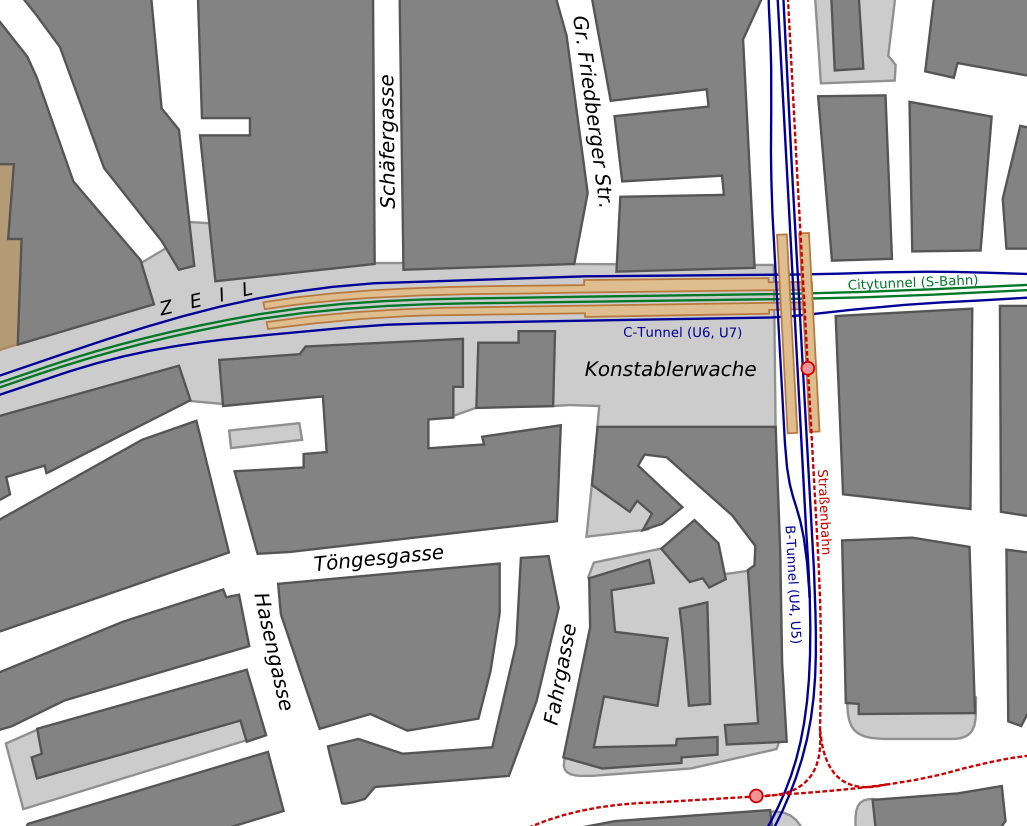
Schnellbahnknoten Konstablerwache

Im Anschluss daran erreicht die Strecke den vor der Alten Oper gelegenen Opernplatz, unter dem sich der ebenfalls von A.C. Walter entworfene U-Bahnhof Alte Oper befindet. Die Station wurde als erster Frankfurter Tunnelbahnhof vollkommen stützenfrei errichtet und greift mit ihren bogenförmigen Strukturen die Neorenaissancearchitektur des berühmten Opernhauses auf. Unmittelbar hinter der Station vereinigt sich der C-Tunnel mit dem 1978 eröffneten Citytunnel der S-Bahn. Beide Strecken folgen nun gemeinsam dem Verlauf der als Freßgass bekannt gewordenen Großen Bockenheimer Straße zum Schnellbahnknoten Hauptwache.
Der Bahnhof Hauptwache ist ein viergleisiger Gemeinschaftsbahnhof mit der S-Bahn. Die U-Bahn benutzt hier die beiden äußeren Gleise, die über zwei Seitenbahnsteige zugänglich sind. Quer unter ihnen liegt der Bahnhof der A-Strecke, auf die hier umgestiegen werden kann. An den oberen Bahnhof schließt sich der viergleisige Tunnel unter der Zeil an. Die Hauptwache gilt als der zentrale Platz der Stadt, viele wichtige Hauptstraßen der Innenstadt beginnen hier.
Die Station Konstablerwache ist ebenfalls ein viergleisiger Gemeinschaftsbahnhof. Allerdings sind hier zwei Mittelbahnsteige so angeordnet, dass jeweils am selben Bahnsteig zwischen S- und U-Bahn umgestiegen werden kann. An der Konstablerwache kann außerdem auf die Linien der B-Strecke und zur Straßenbahn umgestiegen werden.
Nach der Ausfädelung der S-Bahn-Strecke nach Süden und einem kleinen „Gleisvorfeld“ mit Abstellgleis wird der dreigleisige U-Bahnhof Zoo im Ostend erreicht. Er liegt unter dem Alfred-Brehm-Platz vor dem Gesellschaftshaus des Frankfurter Zoos. In unmittelbarer Nähe befinden sich außerdem das Heinrich-von-Gagern-Gymnasium sowie zwei Krankenhäuser. Die mit zahlreichen Tiermotiven gestaltete Bahnsteighalle erstreckt sich auch über die darüber liegende B-Ebene. Der nördliche der beiden Bahnsteige ist ein Mittelbahnsteig, an dem jede U-Bahn-Linie stadteinwärts auf einem eigenen Gleis verkehrt. Währenddessen wird der südliche Bahnsteig mit nur einem Gleis von allen Zügen stadtauswärts gemeinsam genutzt.

### Zoo – Ostbahnhof

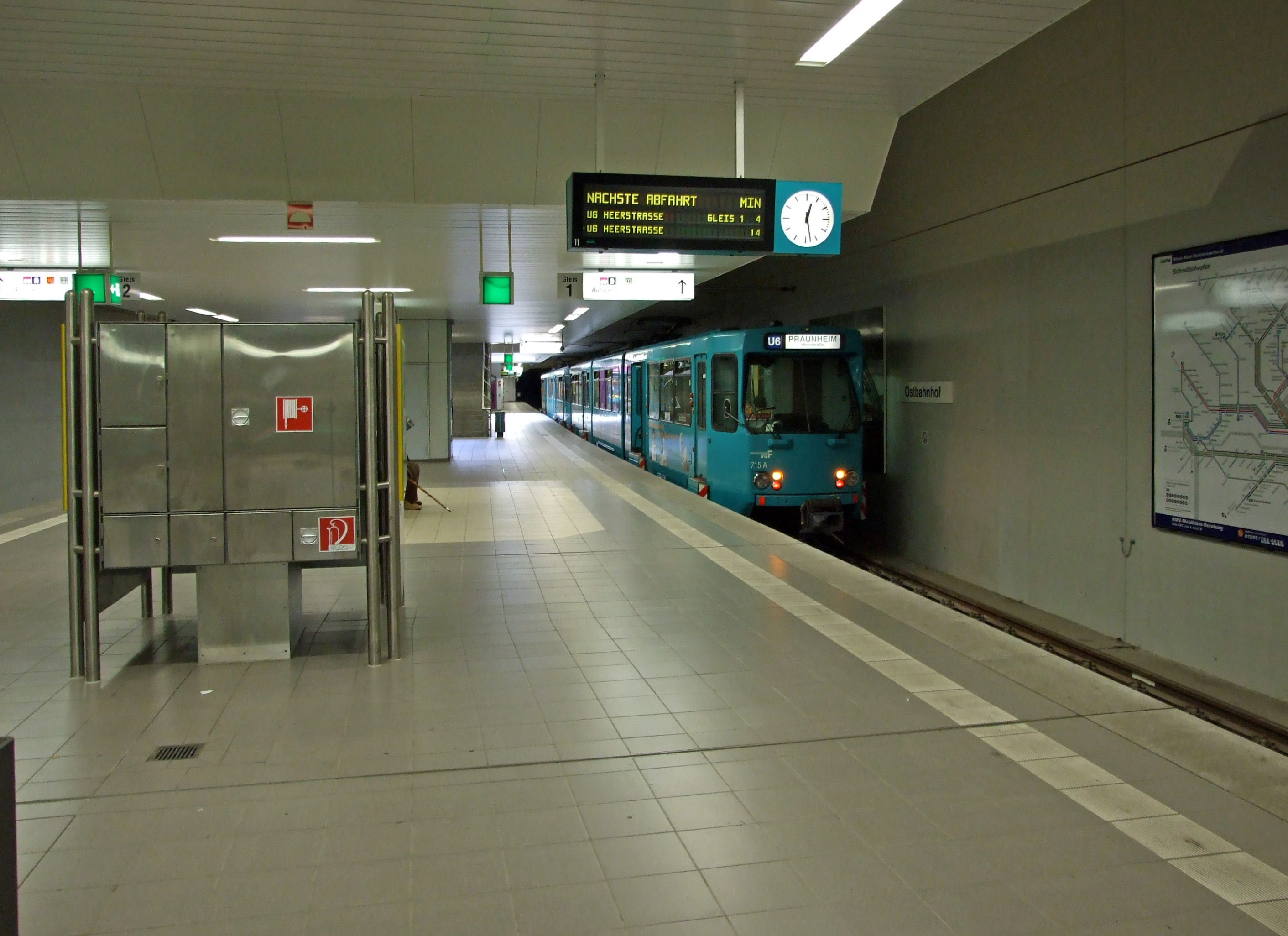
U-Bahnhof Ostbahnhof

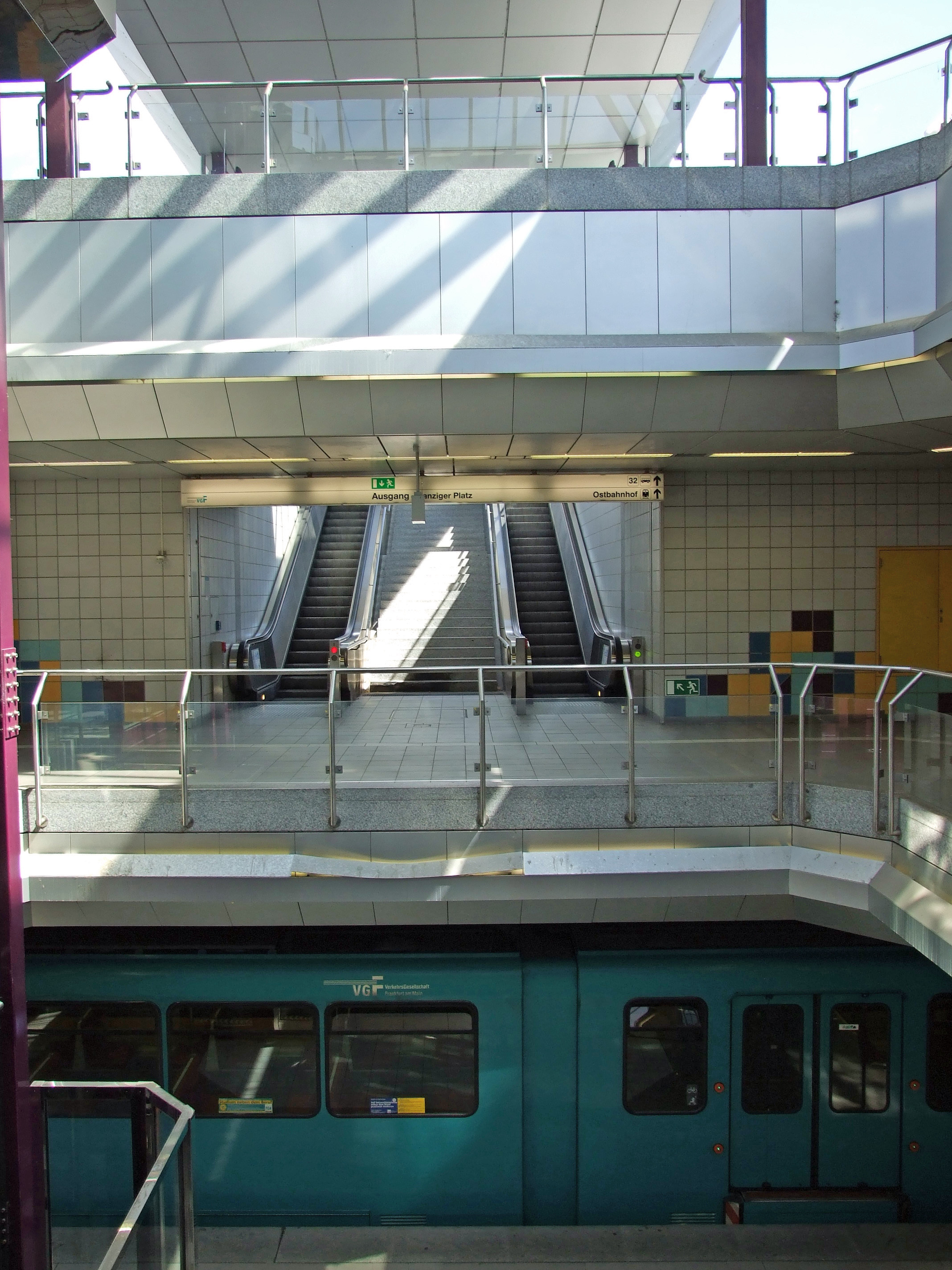
Überdachter Luft-Licht-Schacht

Während die westlichen Streckenzweige schon seit der Eröffnung befahren werden, war der U-Bahnhof Zoo einige Jahre gemeinsame Endstation beider Linien. Nun verzweigt sich die Strecke hier auf die beiden östlichen Streckenzweige. Die Strecke zum Ostbahnhof ist mit nur etwa 750 Metern die kürzeste Teilstrecke im Frankfurter U-Bahn-Netz. Die beiden Tunnelröhren schließen an die beiden äußeren Gleise des U-Bahnhofs Zoo an. Das nördliche vom Ostbahnhof kommende Gleis unterquert die Tunnelröhre der Anschlussstrecke nach Enkheim. Somit ist eine planfreie Einfädelung der U6-Züge auf die Stammstrecke möglich.
Die Strecke verläuft zunächst unter dem Zoogelände und unterquert dann in einer Rechtskurve einige Häuserblocks und den Danziger Platz. Er ist der Vorplatz des Ostbahnhofs. Am südöstlichen Ende befindet sich das Empfangsgebäude und darunter der U-Bahnhof Ostbahnhof. Dieser 1999 eröffnete Abschnitt ist die neueste Erweiterung der C-Strecke und bietet eine Verknüpfung zum Regionalverkehr. Der Ostbahnhof hat keinen S-Bahn-Anschluss, könnte jedoch durch die geplante nordmainische S-Bahn und den Neubau der Europäischen Zentralbank auf dem Gelände der benachbarten Großmarkthalle in Zukunft stark aufgewertet werden.
Die Außenwände des U-Bahnhofs sind mit großformatigen Schwarzweißaufnahmen des Mainufers und seiner Brücken aus dem 19.–21. Jahrhundert geschmückt. Der Mittelbahnsteig hat direkten Tageslichteinfall durch das Glasdach des zentralen Zugangsbauwerks auf dem Danziger Platz vor dem Bahnhofsgebäude. Die Station war acht Jahre lang nur von dort aus zugänglich. Um auch den Zugang von der südlich des Ostbahnhofs gelegenen Hanauer Landstraße zu ermöglichen, wurde ein weiterer Eingang gebaut und der Bahnsteig des U-Bahnhofs verlängert. Außerdem erhielt die Straßenbahnlinie 11 dort eine zusätzliche Haltestelle, um ein besseres Umsteigen zu ermöglichen.

### Zoo – Enkheim

#### Ostend und Bornheim

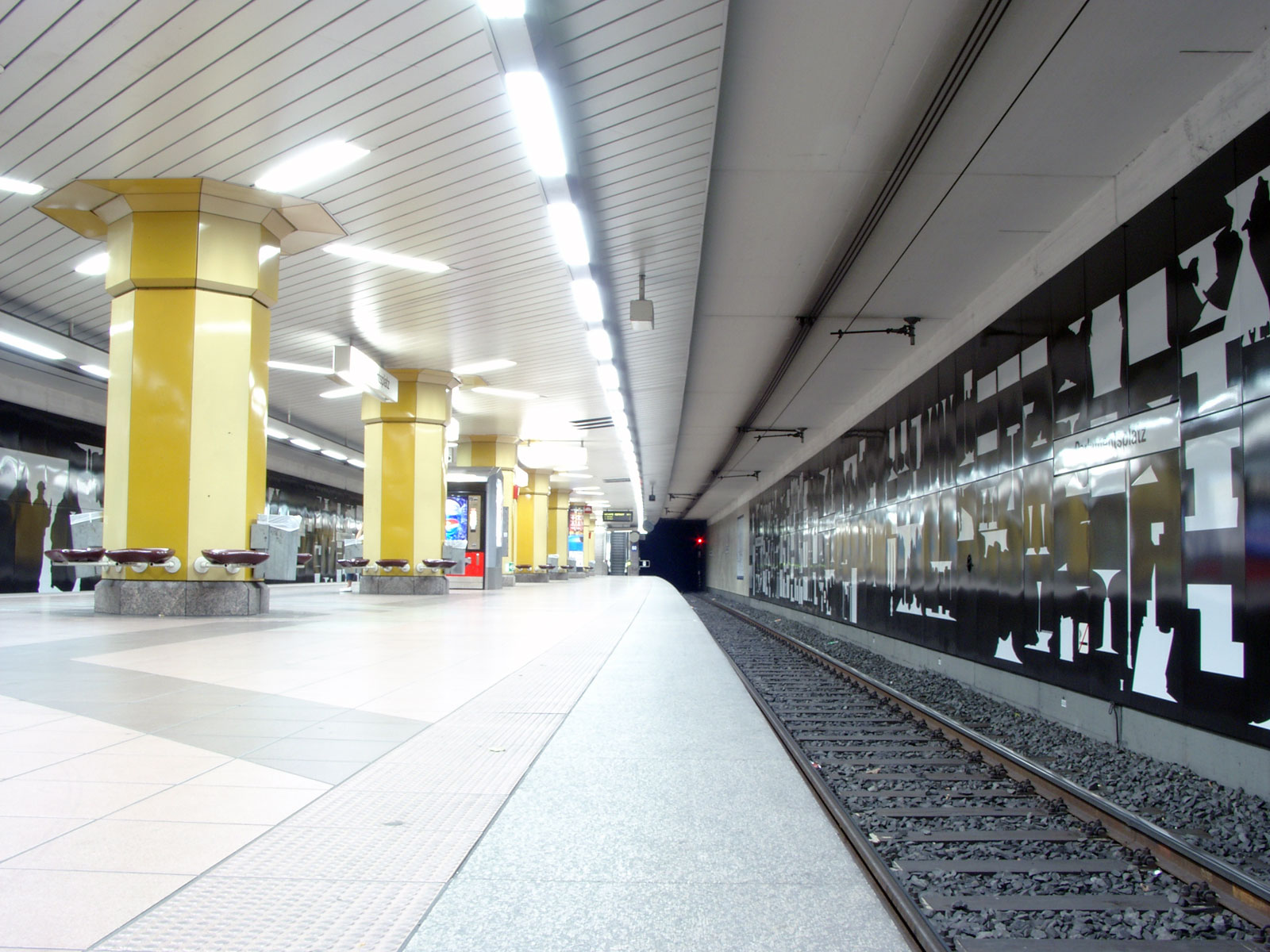
U-Bahnhof Parlamentsplatz

Nach Unterquerung des Zoos führt die U-Bahnstrecke zur Rhönstraße und verläuft entlang deren Straßenverlauf. Von der Kreuzung Waldschmidtstraße bis zum Frankfurter Alleenring erstreckt sich der U-Bahnhof Habsburgerallee, der nach diesem südöstlichen Abschnitt der Ringstraße benannt ist. Wie die folgenden beiden Stationen ist auch dieser im Vergleich zu den Bahnhöfen in Bockenheim und im Westend sehr schlicht gestaltet. Dominierende Gestaltungselemente sind die achteckigen Säulen, nach denen sich Deckenleuchten und Bodenbelag richten. Die Farbe der Säule und die Motive an den Außenwänden sind in den drei Bahnhöfen der Ostendlinie das auffälligste Unterscheidungsmerkmal. In der Station Habsburgerallee sind die Säulen grün und an der Wand befindet sich ein Mosaik mit Eseln des Künstlers Manfred Stumpf. Der folgende U-Bahnhof Parlamentsplatz liegt am Ende der Rhönstraße unterhalb eines dicht umbauten Platzes. In der Nähe befindet sich der Ostpark. Die Säulen der Station sind gelb und die Wandmotive zeigen Schwarzweißbilder von kommunizierenden Personen.
Die letzte Tunnelstation der Ostendlinie ist der U-Bahnhof Eissporthalle, der unterhalb der von Ernst May geplanten Siedlung Bornheimer Hang liegt und schon zum Stadtteil Bornheim gehört. Die Siedlung und der U-Bahnhof liegen am Rande der knapp 20 Meter hohen gleichnamigen Erhebung. Ein Zugang liegt am Ratsweg, ein weiterer führt direkt aus dem Hang auf den Festplatz vor der Eissporthalle Frankfurt. Die Stationsarchitektur weist in diesem Fall blaue Säulen sowie winterliche Fotografien auf weinroten Wänden auf.
Zwischen Eissporthalle und Stadion am Bornheimer Hang endet der C-Tunnel und die Gleise führen durch ein Portal aus dem Bornheimer Hang heraus.

#### Riederwald, Seckbach und Enkheim

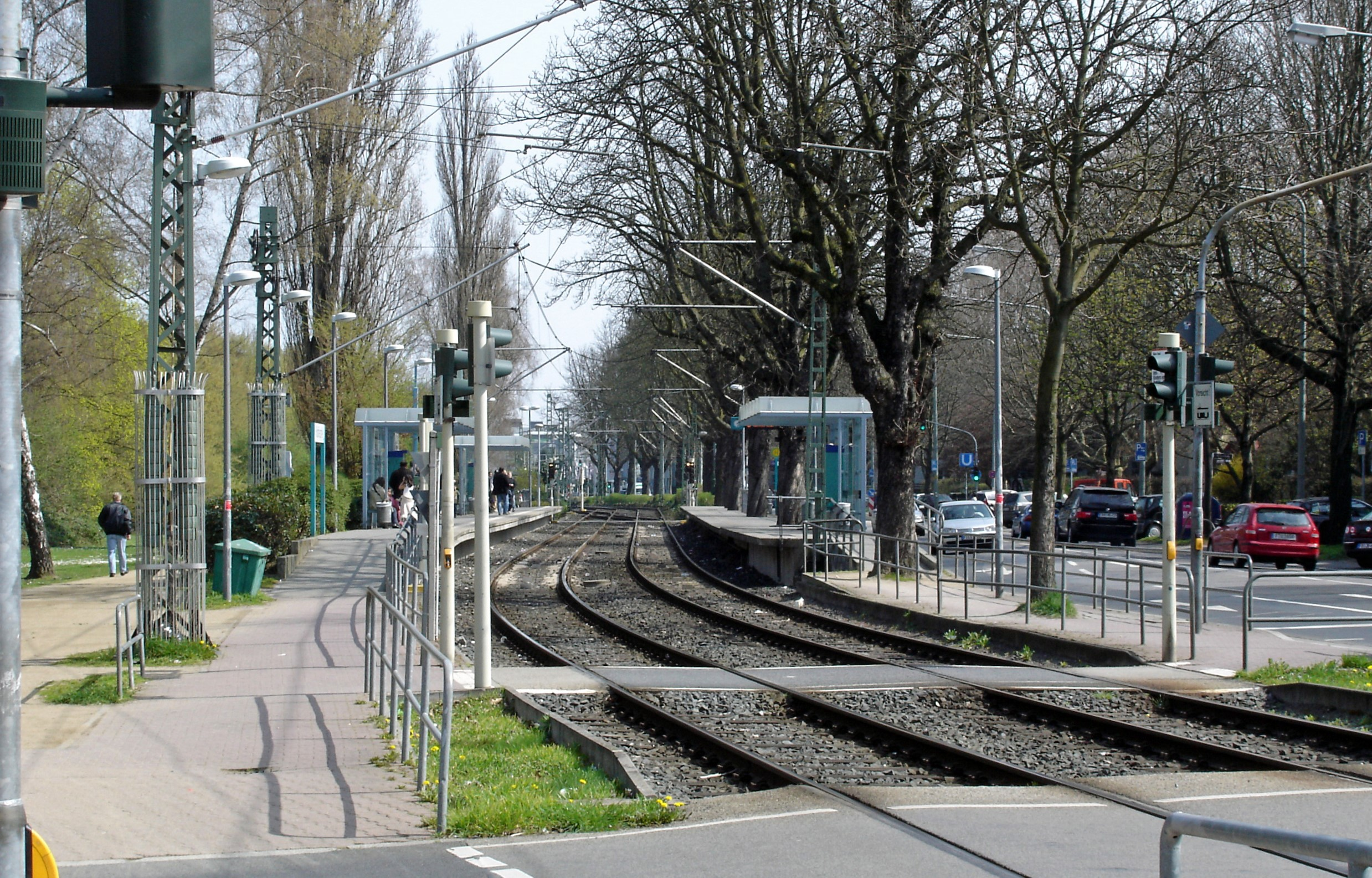
Stadtbahnstation Schäfflestraße

Nach wenigen Metern erreicht die Strecke die Straße Am Erlenbruch, links davon – hinter dem dort parallel verlaufenden Riedgraben – ist die Stadtteilgrenze zwischen dem nördlich gelegenen Seckbach und dem Riederwald. Die folgende Station Johanna-Tesch-Platz wird für so genannte Ausschiebefahrten der Straßenbahn mitbenutzt, deren Gleise kurz zuvor – vom Ratsweg kommend – in die C-Strecke münden und das Trambahnnetz an den Betriebshof Ost anbinden. Aus diesem Grund gibt es im Anschluss an den stadtauswärts führenden Hochbahnsteig der Stadtbahnstation zusätzlich einen kurzen Tiefbahnsteig, um Fahrgästen den Ausstieg an der vordersten Tür der bei der Frankfurter Straßenbahn eingesetzten Niederflurwagen zu ermöglichen.
Der östliche Streckenteil der U7 zwischen Johanna-Tesch-Platz und Enkheim ist eine stadtbahnmäßig umgebaute ehemalige Straßenbahnstrecke. Hier fuhren bis 1992 die Linien 18 (Inheidener Str. [heute Ernst-May-Platz] – Zoo – Hanauer Landstraße – Eissporthalle – Enkheim) und 23 (Bornheim – Ratsweg – Eissporthalle – Enkheim) sowie auf einer Teilstrecke davon auch die Linie 20 (Bornheim – Ratsweg – Eissporthalle – Bergen [bis 1986], dann Linie 12). Für die U-Bahn wurden Stationen mit Hochbahnsteigen errichtet, Kurvenradien vergrößert und Kreuzungsstellen verringert und mit Ampelanlagen ausgestattet.
Die Strecke verläuft – unmittelbar nach Verlassen des Tunnels (beim Stadion am Bornheimer Hang) – nördlich entlang der Straße Am Erlenbruch. An der Einmündung der Borsigallee biegt die Strecke links nach Norden ab und setzt sich nun auf dem Mittelstreifen dieser Straße fort. An der Seckbacher Station Gwinnerstraße zweigte bis 1992 die Straßenbahnlinie 20 (zuletzt 12) nach Bergen ab, die mit Betriebsaufnahme der U-Bahn stillgelegt wurde. Die Seckbacher Station Kruppstraße liegt ca. 100 Meter vor dem Ende des östlichen Teilstücks der A 66, die für Berufspendler aus dem östlichen Umland von großer Bedeutung ist. Aus diesem Grund steht hier das große Seckbacher Park-and-ride-Parkhaus, das Autofahrer zum Umsteigen auf die U-Bahn animieren soll. Bis zum 30. März 1957 befand sich hier noch an der damalige Stadtgrenze (zum Landkreis Hanau) die Endstation Lahmeyerstraße der Straßenbahnlinie 18, die am 31. März dann, bis etwa zur heutigen Endstation in Enkheim, verlängert wurde. Die folgende Station verbindet das Einkaufszentrum Hessen-Center und gegenüberliegende Märkte. Die Endstation Enkheim wurde aufwendig umgestaltet, dadurch befindet sich zwischen den beiden außenliegenden Bahnsteigen eine 2-streifige Einbahn-Busspur mit Haltepunkten zum Umstieg in bzw. aus weiterführende Buslinien.

## Geschichte

### 1986: Schienenfreie Innenstadt?

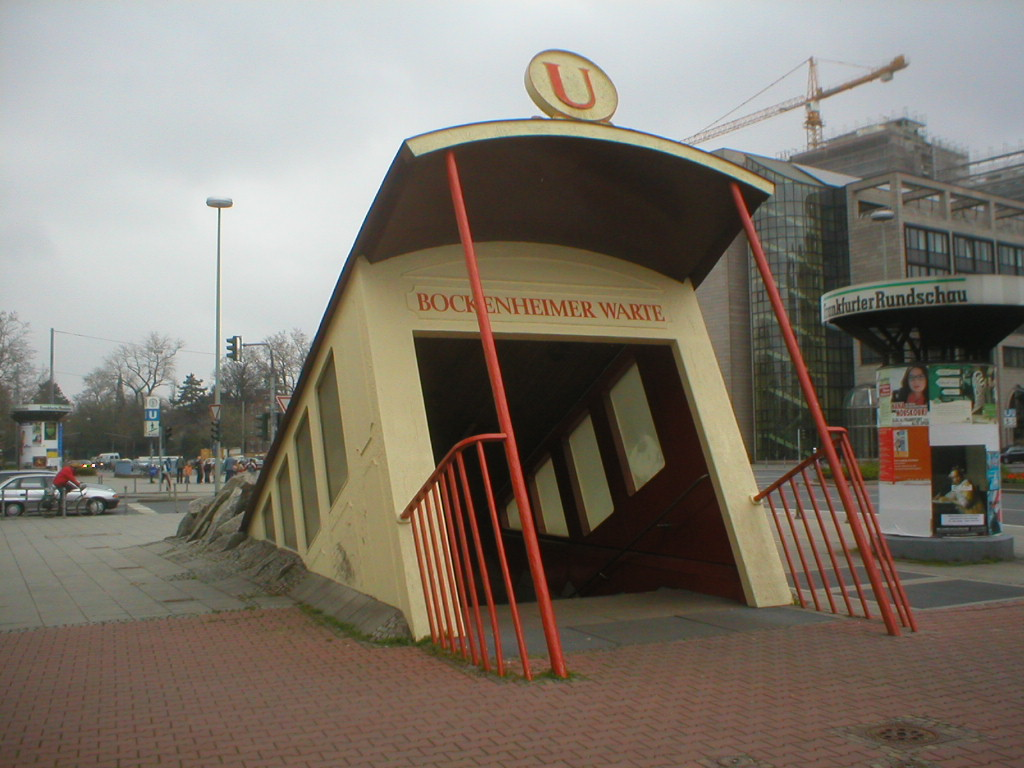
Eingang in Form eines historischen Straßenbahnwagens an der Station Bockenheimer Warte

Der Bau der C-Strecke erfolgte in bergmännischem Vortrieb und nahm damit weit mehr Rücksicht auf das Stadtgefüge als die früheren Bauarbeiten. Das Herzstück der C-Strecke, der Zeiltunnel (etwa vom Opernplatz bis zur Ecke Zeil/Breite Gasse) war bereits beim Bau des S-Bahn-Tunnels mit errichtet worden. An diesen schloss sich im Osten nur noch ein kurzes Stück bis zum vorläufigen Endbahnhof Zoo an. Im Westen folgte der Tunnel derselben Strecke wie die allererste (1872) Pferdebahnstrecke der Stadt: von der Hauptwache über Opernplatz, Bockenheimer Landstraße und Leipziger Straße in den alten Kern Bockenheims. Westlich davon, nach Unterfahrung der Main-Weser-Bahn, mündete er über eine Rampe auf den Mittelstreifen der Steubenstraße. Direkt im Anschluss daran überqueren die Gleise nach Art einer Straßenbahn eine große Kreuzung – Ende der Ausbaustrecke. Die Anschlussstrecken nach Hausen und zur Heerstraße waren umgebaute Straßenbahnstrecken, von denen letztere nicht einmal Hochbahnsteige erhielt.
Bei der Architektur der U-Bahnhöfe wurde in weit größerem Maße als zuvor auf eine attraktive Gestaltung Wert gelegt. Sie sollte außerdem auf die Umgebung der Stationen Bezug nehmen. So verdankt der Bahnhof Kirchplatz seine an einen Sakralbau angelehnte Architektur der benachbarten evangelischen Jakobskirche, der Bahnhof Alte Oper verweist mit seinen Rundbögen auf den Neorenaissancestil des Opernhauses, und im U-Bahnhof Zoo kann der wartende Fahrgast auf freundlichen Krokodilen Platz nehmen. Ein Ausgang am Bahnhof Bockenheimer Warte entstand in Form eines altertümlichen Straßenbahnwagens, der aus der Erde ans Tageslicht herausbricht.
Mit der Eröffnung der C-Strecke bis Zoo sollte das Konzept einer Schienenfreien Innenstadt verwirklicht werden. Alle Straßenbahnlinien in Altstadt, Innenstadt und Westend sollten bis auf einige verbleibende Zubringerlinien zur U- und S-Bahn stillgelegt und die zurückgewonnenen Straßenflächen städtebaulich aufgewertet werden. Dieser Beschluss war von der langjährigen SPD-Stadtregierung gefasst und von der seit 1977 mit absoluter Mehrheit regierenden CDU übernommen worden. Gegen die Stilllegungspläne gründete sich jedoch eine Bürgerinitiative, die rasch über 60.000 Unterschriften sammelte, so dass der zuständige Regierungspräsident als Aufsichtsbehörde den Stilllegungsantrag ablehnte. Der Magistrat sagte daraufhin die für den 27. September 1986 geplante Eröffnung der neuen U-Bahn sowie die zahlreichen zu diesem Anlass geplanten Feierlichkeiten ab. Auch private Eröffnungsfeiern wurden untersagt und die Einhaltung des Verbots polizeilich überwacht. Nachdem sich Stadt und Regierungspräsidium auf einen Kompromiss geeinigt hatten, der den Erhalt der Altstadtstrecke sowie der durch die Altstadt verkehrenden Straßenbahnlinie 11 vorsah, wurde die U-Bahn am 11. Oktober ohne Feier doch noch eröffnet.
Zunächst verkehrten auf der C-Strecke die Linien:
- U6 Heerstraße – Zoo
- U7 Hausen – Zoo;

wobei die U7 nur zwei eigene Stationen aufwies (Große Nelkenstraße und Hausen).

### 1992: die Ostendlinie

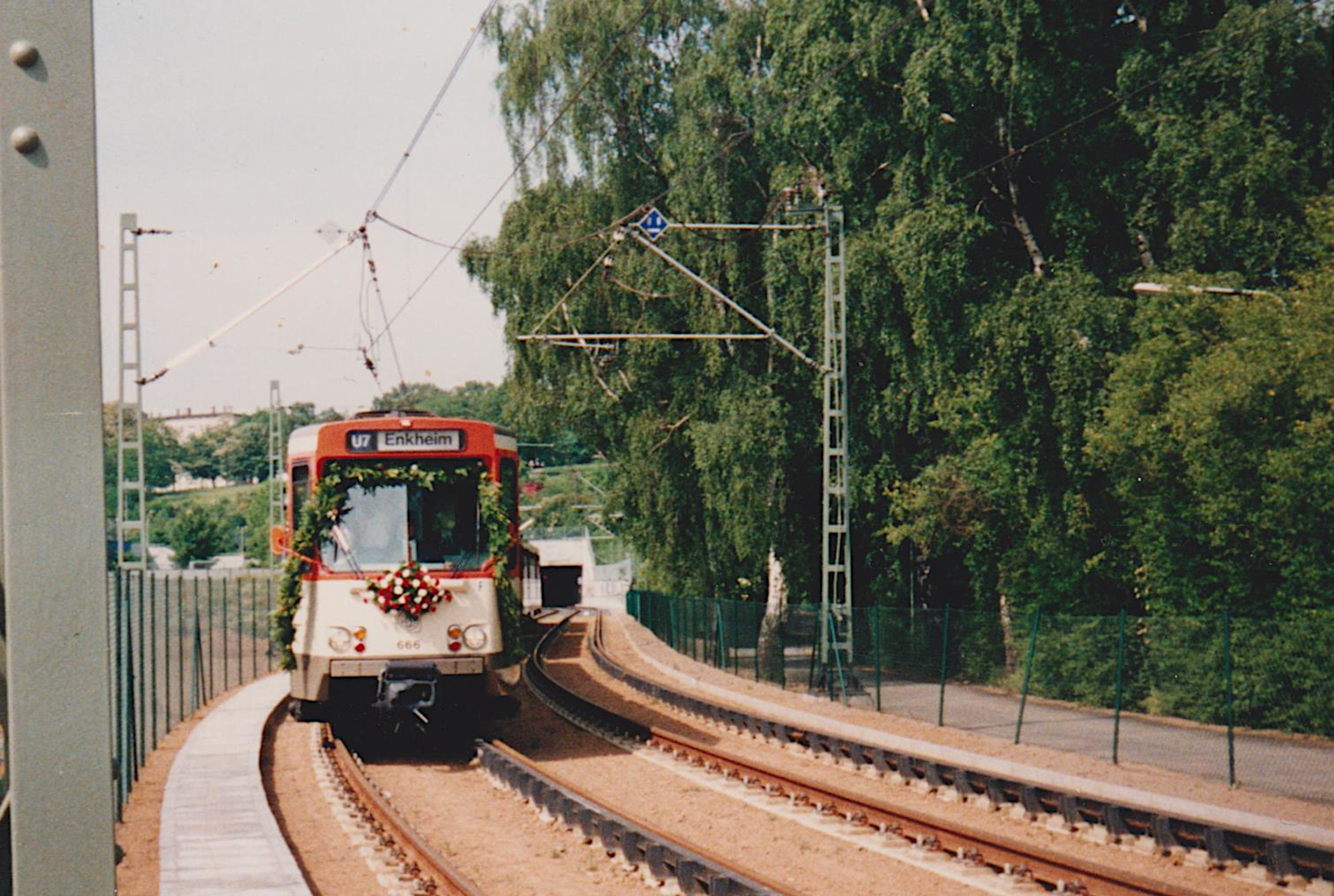
Eröffnungsfahrt der Ostlinie 1992

Mit den Bauarbeiten zur Verlängerung der C-Strecke nach Osten wurde 1985 begonnen. Am 20. Februar erfolgte der feierliche erste Spatenstich durch Oberbürgermeister Wallmann. Am 1. Juni wurde die parallel verlaufende Straßenbahnlinie 13 in der Rhönstraße stillgelegt. Da die Strecke nur untergeordnete Bedeutung besaß, verzichtete man auf den Bau von kostspieligen Umleitungsstrecken im Bereich der Stationsbaustellen und richtete stattdessen für die Dauer der Bauarbeiten einen Schienenersatzverkehr mit Omnibussen ein.
Wie bereits auf dem ersten Bauabschnitt der C-Strecke wurden die drei unterirdischen Bahnhöfe Habsburgerallee, Parlamentsplatz und Eissporthalle in einer offenen, abgedeckten Baugrube, die Streckentunnel jedoch in geschlossener, bergmännischer Bauweise errichtet. Die Bahnhöfe wurden aus Kostengründen nicht von externen Architekten, sondern vom Stadtbahnbauamt selbst gestaltet, was zu deutlich weniger spektakulären Ergebnissen als im ersten Bauabschnitt führte.
Die Tunnelstrecke führt an der PSD Bank Arena, der Spielstätte des FSV Frankfurt, über eine Rampe an die Oberfläche. Die im Anschluss zu übernehmende Straßenbahnstrecke wurde stellenweise neu trassiert; im Bereich des Stadtteils Riederwald liegt sie parallel zur Straße, in der anschließenden Borsigallee auf dem Mittelstreifen derselben. Die Verlängerung vom Zoo nach Enkheim wurde am 30. Mai 1992 eröffnet und wird seitdem von der Linie U7 befahren.

### 1999: U-Bahn zum Ostbahnhof

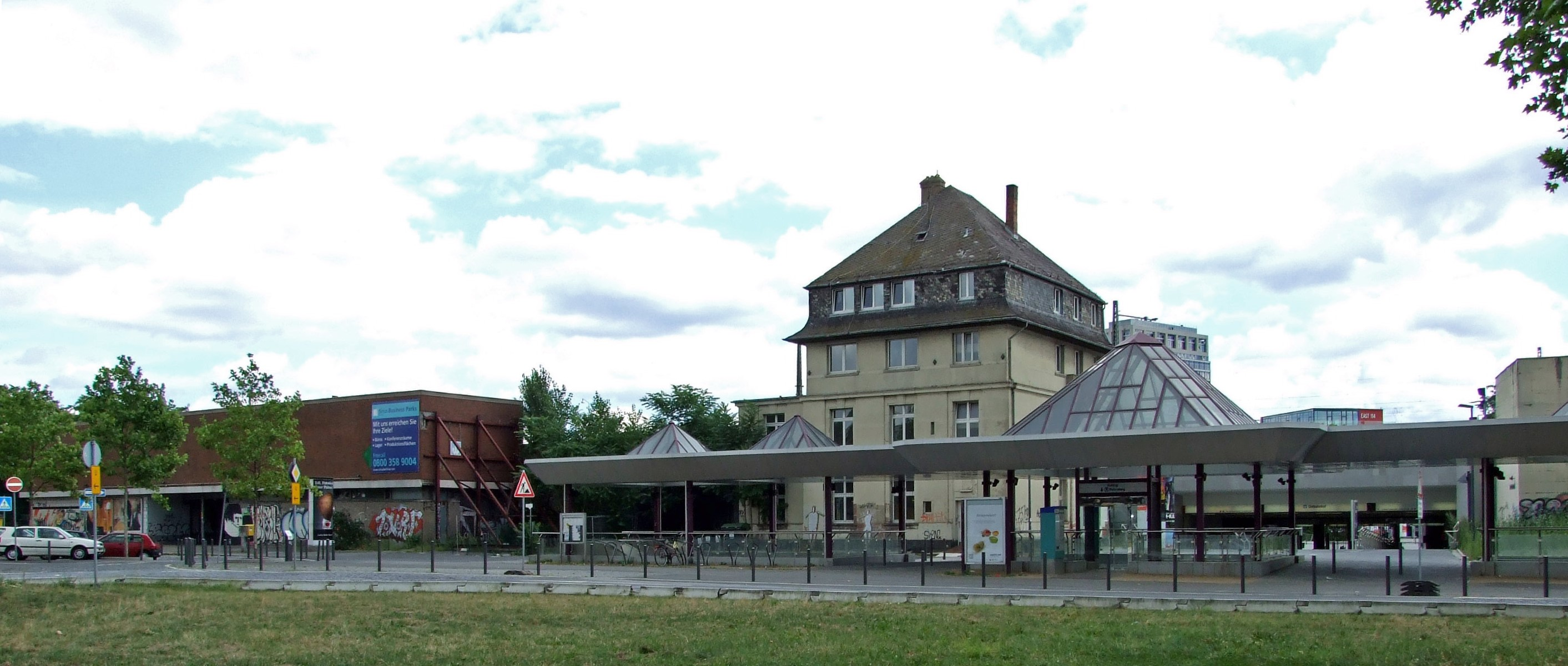
Zugang der U-Bahn-Station neben dem Ostbahnhof

Die bisher letzte Erweiterung der C-Strecke ist die als C IVa bezeichnete Verzweigung vom Zoo zum Ostbahnhof, die am 29. Mai 1999 in Betrieb ging. Sie wird von der Linie U6 befahren. Wie auch der nördliche Ast unterfährt dieser Tunnel zunächst das Zoogelände, in der Folge dann mehrere Häuserblocks und den Danziger Platz, um dann den neuen U-Bahnhof am Ostbahnhof zu erreichen. Als zweiter von mittlerweile drei Untergrundstationen in Frankfurt erhielt dieser Bahnhof ein Glasdach und direkten Tageslichteinfall.
Ab August 2001 wurde die zunächst nur bis an den Bahndamm der Bahnstrecke Frankfurt Süd–Aschaffenburg reichende Station in Richtung Osten erweitert. Zwar war die Station in ihrer ursprünglichen Form für eine Dreifachtraktion der auf der Linie U6 eingesetzten Ptb-Wagen lang genug, jedoch gab es einige Nachteile: Auf der einen Seite mussten die Züge mit einer Geschwindigkeit von 10 km/h einfahren, auf der anderen Seite würde ein 4-Wagen-Zug der Baureihe U2e nicht hereinpassen. Da die Ptb-Wagen mittelfristig ersetzt werden sollen, wurde der Ausbau nötig. Mit dem Ausbau erhielt die Station auch den lange geforderten östlichen Ausgang in Richtung Hanauer Landstraße.

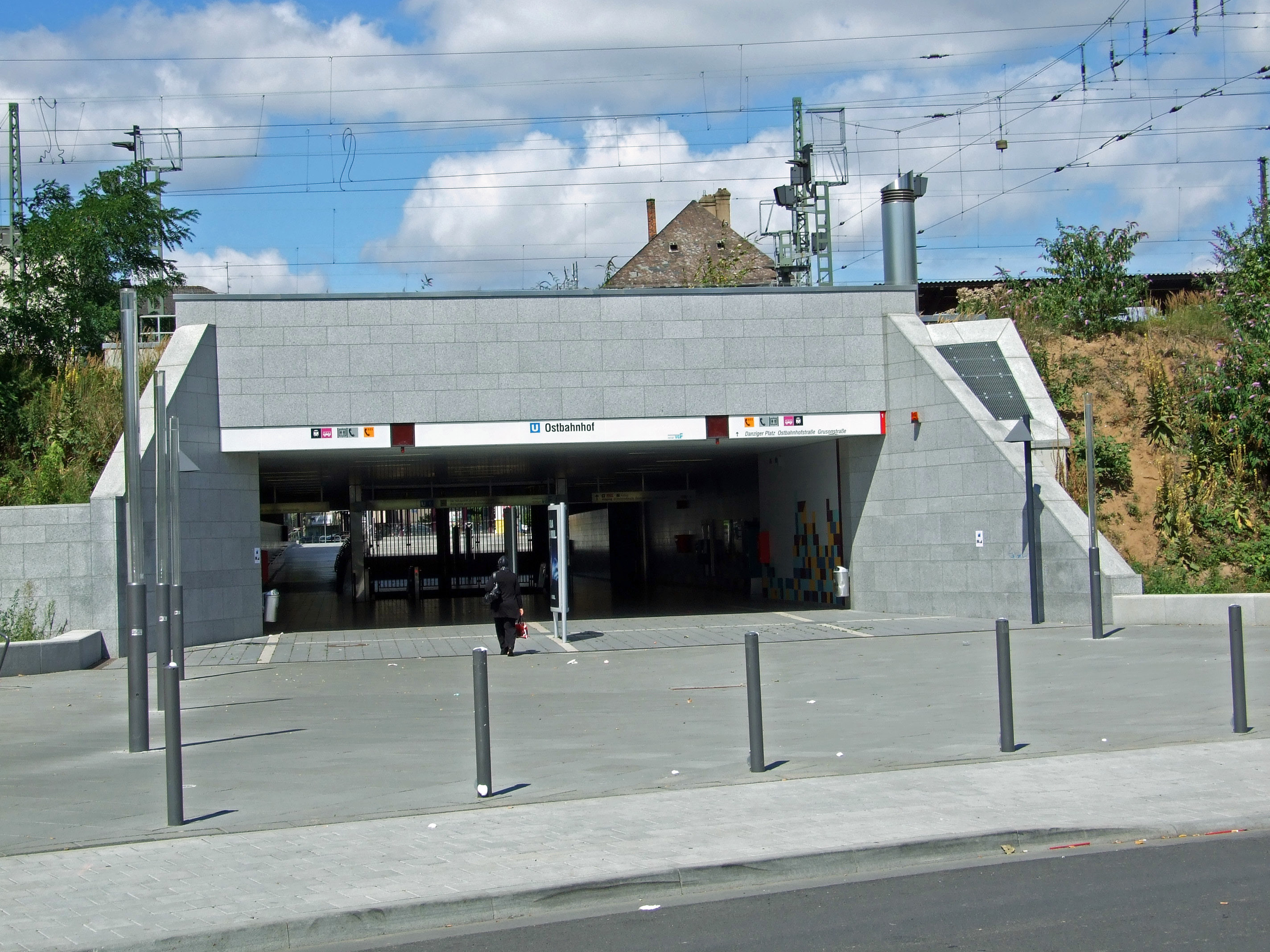
Rückwärtiger Eingang (Ferdinand-Happ-Straße)

Die Erweiterung verdoppelt die Länge der Station nahezu. Sie war im Rohbau bereits im Februar 2004 fertiggestellt und wurde nach Abschluss des Innenausbaus am 26. April 2007 eröffnet. Entgegen der ursprünglichen Ausschreibung wurde sie nicht in Deckelbauweise, sondern mittels Vorpresstechnik erstellt, um die Bauzeit von vier auf zwei Jahre zu verkürzen. Dabei wurden zwei Tunnelsegmente, die sowohl die Gleisebene als auch eine darüber liegende Fußgängerunterführung umfassen, in 50-cm-Schritten unter dem Bahndamm durchgepresst. Da die Gleise in der Station eine Kurve beschreiben, die Außenmauern aufgrund dieses Verfahrens aber rechtwinklig erstellt werden mussten, ist die Stärke der Außenmauern im verlängerten Teil der Station nicht gleichmäßig.
Die Station Ostbahnhof ist die bisher einzige unterirdische Endstation im Frankfurter Netz, an der auf den Bau einer Wendeanlage verzichtet wurde; die Züge wenden, wie an ebenerdigen Endstationen üblich, unmittelbar am Bahnsteig. Ein zwischen Straßen- und Bahnsteigebene liegendes Verteilergeschoss fehlt am neuen östlichen Ende der Station ebenfalls; dessen Funktion wird vom Fußgängertunnel unter den Eisenbahngleisen übernommen.

### 2008: U4-Verlängerung nach Enkheim
Seit 2008 wird der Streckenabschnitt zwischen Schäfflestraße und Enkheim zusätzlich von einzelnen Zügen der Linie U4 befahren. Die Linie wurde im Sommer 2008 zunächst für ein halbes Jahr probeweise über die Betriebsstrecke des Betriebshof Ost vom Ende der B-Strecke zur Station Schäfflestraße verlängert und war dort mit der Linie U7 verknüpft. Nachdem sich die Fahrgastzahlen in der Testphase positiv entwickelten, ging diese neue Verbindung zum Fahrplanwechsel am 14. Dezember 2008 in den Regelbetrieb über und wurde gleichzeitig bis zur Endstation Enkheim verlängert. Die Linie U4 fährt jeweils abwechselnd – als Endstation – die Seckbacher Landstraße oder Enkheim (Volkshaus) an.

### Weiterer Ausbau
Die rund 30 Jahre alte Strecke ist noch nicht sanierungsbedürftig. Die einzige größere Aufwertungsmaßnahme auf der C-Strecke war 2004 der Umbau der oberirdischen Anschlussstrecke der U6. Zudem erfolgten einzelne Anpassungen an Stationen. So entfiel die Haltestelle Ebelfeld, die Endstation Heerstraße wurde um 100 Meter nach Süden verschoben.
Nach dem Umbau der Station „Fischstein“ auf 105 Meter lange Hochbahnsteige, die auch den Einsatz von Vier-Wagen-Zügen ermöglichen, verfügen nun alle Stationen der C-Strecke über einen barrierefreien, höhengleichen Einstieg. Da die ursprünglich rund 90 Meter lange Station „Fischstein“ von zwei Straßenquerungen begrenzt wurde, war eine Verlängerung auf 105 Meter nicht ohne Weiteres möglich. Da der zuständige Ortsbeirat eine Verlegung oder Stilllegung der Station abgelehnt hatte, lagen die Umbaupläne drei Jahre auf Eis, bis dieser 2006 der geplanten Verlegung nach Osten schließlich doch zustimmte. Der Umbau der Station begann im Juli 2010, am 31. Mai 2011 wurde nach Abschluss der Arbeiten der Betrieb wieder aufgenommen.
Mit der Inbetriebnahme der Stadtbahnwagen des Typs U5 auf der Linie U6 im Jahre 2012 wurden die Gleise aller von dieser Linie mitbenutzten Stationen (einschließlich Ein-/Ausschieber zum Betriebshof Ost) angehoben, um eine Bahnsteighöhe von 80 cm über Schienenoberkante zu erreichen. Als 2013 dann die ersten Wagen auf der Linie U7 eingesetzt wurden, passte man auch die verbliebenen Stationen entlang der C-Strecke an.
Zum Fahrplanwechsel am 9. Dezember 2018 tauschten die Linien U6 und U7 ihre westlichen Linienäste, da die U7 als lange Durchmesserlinie in das Nachtlinienkonzept eingebunden ist und der Streckenabschnitt zur Heerstraße von mehr Fahrgästen genutzt wird als der Abschnitt nach Hausen.

## Eröffnungsdaten

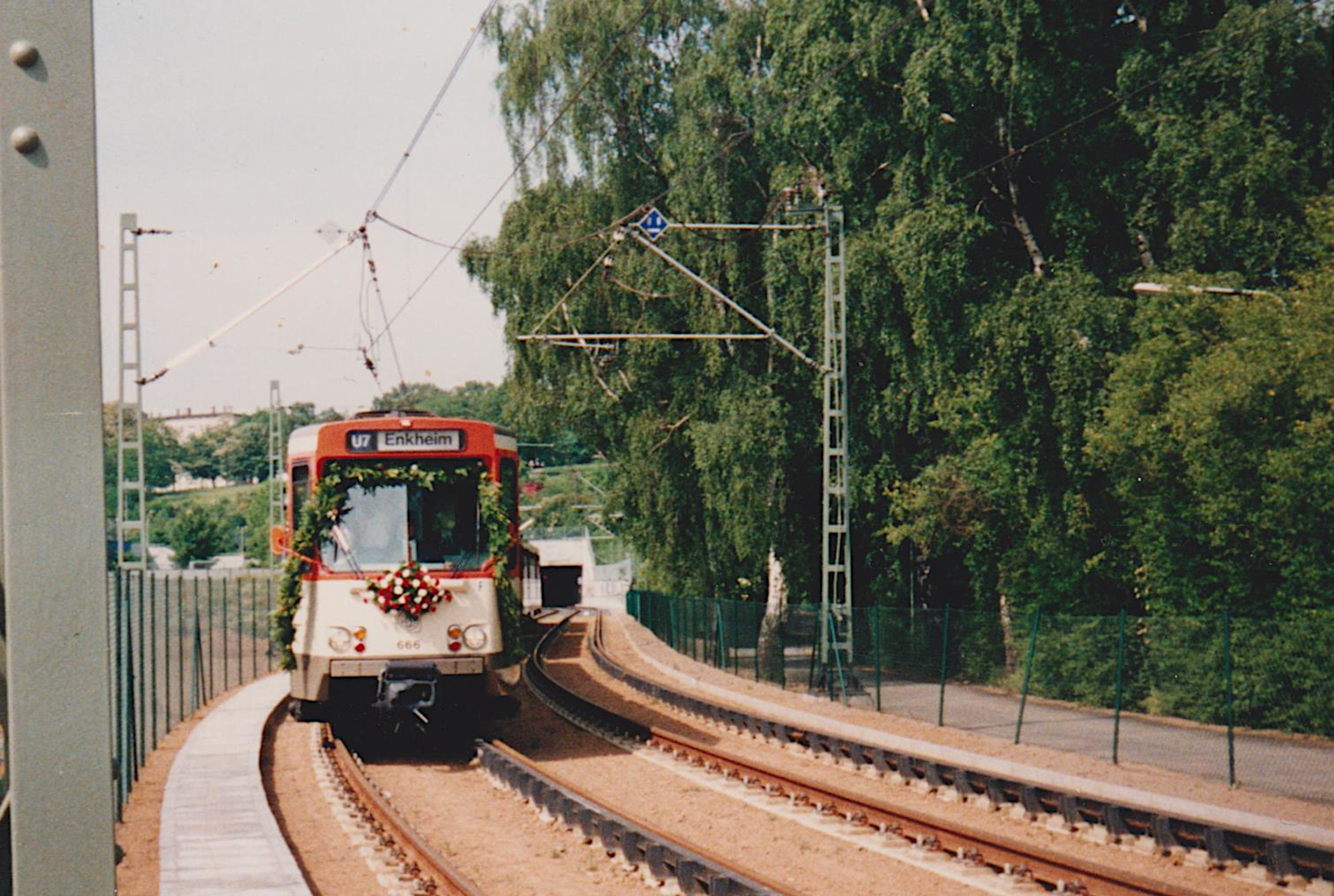
Eröffnungszug der Linie U7 nach Enkheim am 30. Mai 1992

| Abschnitt                                                 | Eröffnungsdatum   | Stationen | Bemerkungen                                                                   |
| --------------------------------------------------------- | ----------------- | --------- | ----------------------------------------------------------------------------- |
| (Riederhöfe –) Johanna-Tesch-Platz – Gwinnerstraße        | 22. April 1911    | …         | Straßenbahnlinie (1952 bis Kruppstraße, 1957 bis Enkheim)                     |
| (Schönhof –) Industriehof – Hausen (– Praunheimer Brücke) | 27. Januar 1913   | …         | Straßenbahnlinie                                                              |
| Industriehof – Heerstraße                                 | 15. Oktober 1932  | …         | Straßenbahnlinie                                                              |
| Gwinnerstraße – Kruppstraße                               | 17. November 1952 | …         | Erweiterung der Straßenbahnlinie                                              |
| Kruppstraße – Enkheim                                     | 31. März 1957     | …         | Erweiterung der Straßenbahnlinie                                              |
| Heerstraße/Hausen – Industriehof – Hauptwache – Zoo       | 11. Oktober 1986  | 17        | Eröffnung der C-Strecke                                                       |
| Zoo – Johanna-Tesch-Platz – Enkheim                       | 30. Mai 1992      | 9         | Erweiterung der U7 (ab Johanna-Tesch-Platz auf ausgebauter Straßenbahntrasse) |
| Zoo – Ostbahnhof                                          | 29. Mai 1999      | 1         | Erweiterung der U6                                                            |
| Stationen Heerstraße und Ebelfeld                         | 12. Dezember 2004 | −1        | Zusammenlegung der Stationen zur neu gebauten Station Heerstraße              |

## Ausbauplanungen

### Hanauer Landstraße
Derzeit gibt es Planungen, den Ast der U6 vom Ostbahnhof entlang der Hanauer Landstraße bis zum Ratswegkreisel zu verlängern. Anschließend soll auf derzeitiger Straßenbahnstrecke in Mittellage der Hanauer Landstraße der Stadtteil Fechenheim erreicht werden. Die Planung steht in gewisser Konkurrenz zum Bau der nordmainischen S-Bahn-Strecke nach Hanau, da statt der S-Bahn auch eine Verlängerung der U6 bis Hanau möglich ist. Da sich die Stadt zugunsten der nordmainischen S-Bahn-Strecke entschieden hat, ist der Bau unwahrscheinlich.

### Leuchte
Eine kurze Erweiterung der Stadtbahnstrecke im Stadtteil Bergen-Enkheim entlang der Straße Leuchte bis zum Freibad Bergen wird zurzeit nicht weiterverfolgt. Die Gründe sind das unmittelbar angrenzende Naturschutzgebiet und die unklare Weiterentwicklung des Baugebiets Leuchte.

### Steinbach
Am westlichen Ende der U6 gab es bereits in den 1980er Jahren Pläne zur Verlängerung der Strecke nach Steinbach oder gar weiter bis Kronberg-Oberhöchstadt. Bis Steinbach könnte hierzu die für eine ursprünglich geplante Stadtautobahn freigehaltene Trasse samt Unterführung unter der A 5 genutzt werden, eine ehemalige Tankstelle der amerikanischen Streitkräfte an der Autobahn (die heutige Raststätte „Taunusblick“) könnte zum Park-and-ride-Platz umgebaut werden. Das Projekt wurde 2005 in den Generalverkehrsplan aufgenommen, ein konkreter Zeitplan für den Bau besteht aber noch nicht.
Nach dem Beschluss der Römer-Koalition vom 9. Juni 2017 zum Bau eines neuen Stadtteils entlang der Autobahn A5 zwischen Praunheim und Niederursel sowie Steinbach im Westen, wird die Verlängerung der heutigen U-Bahn-Linie U7 über die jetzige Endstation Heerstraße hinaus in Richtung Steinbach wieder diskutiert.

### Bergen
Ebenfalls seit 2005 ist eine Reaktivierung der ehemaligen Straßenbahnstrecke nach Bergen im Generalverkehrsplan vorgesehen, die durch einen kurzen Tunnel in die Berger Altstadt ergänzt werden soll.

### Eschborn
Anfang 2013 ließ das Frankfurter Verkehrsdezernat eine mögliche Verlängerung der U-Bahn Linie 6 nach Eschborn prüfen. Der Frankfurter Verkehrsdezernent gab eine entsprechend konkrete Untersuchung des Projekts in Auftrag, bei dem es um die Verlängerung der U-Bahn-Linie 6 ging, die jedoch seit Dezember 2018 in Hausen endet. Daher würde diese Verlängerung die Linie U7 betreffen. Eine Haltestelle im Gewerbegebiet Helfmann-Park wurde für möglich erachtet. Diese würde laut dem Bürgermeister von Eschborn „den Standort Eschborn noch weiter aufwerten“. Die Grünen im Hochtaunuskreis sprachen sich zudem für einen Ausbau der U6 (heute U7) über Eschborn hinaus mit Haltestellen in Steinbach und Kronberg aus, da die Stadt Oberursel im Hochtaunuskreis bereits vor langer Zeit über die U-Bahn Linie 3 an das Frankfurter U-Bahn-Netz angeschlossen worden ist.
Im März 2014 entschied sich der Magistrat der Stadt Frankfurt jedoch gegen den weiteren Ausbau der U6 in den Taunus, da die veranschlagten Kosten mit rund 30 Millionen Euro als nicht „tragbar“ angesehen wurden.
Den vielen Berufspendlern, die werktags vor allem aus Richtung Frankfurt in die Büros der im Gewerbegebiet Helfmann-Park in Eschborn ansässigen Firmen strömen, bleibt nunmehr nur noch die Hoffnung auf die Regionaltangente West. Die Planung der Regionaltangente West sieht insgesamt drei neue Haltestellen für das Gewerbegebiet im Südosten von Eschborn vor.

## Betriebshof, Abstellanlage

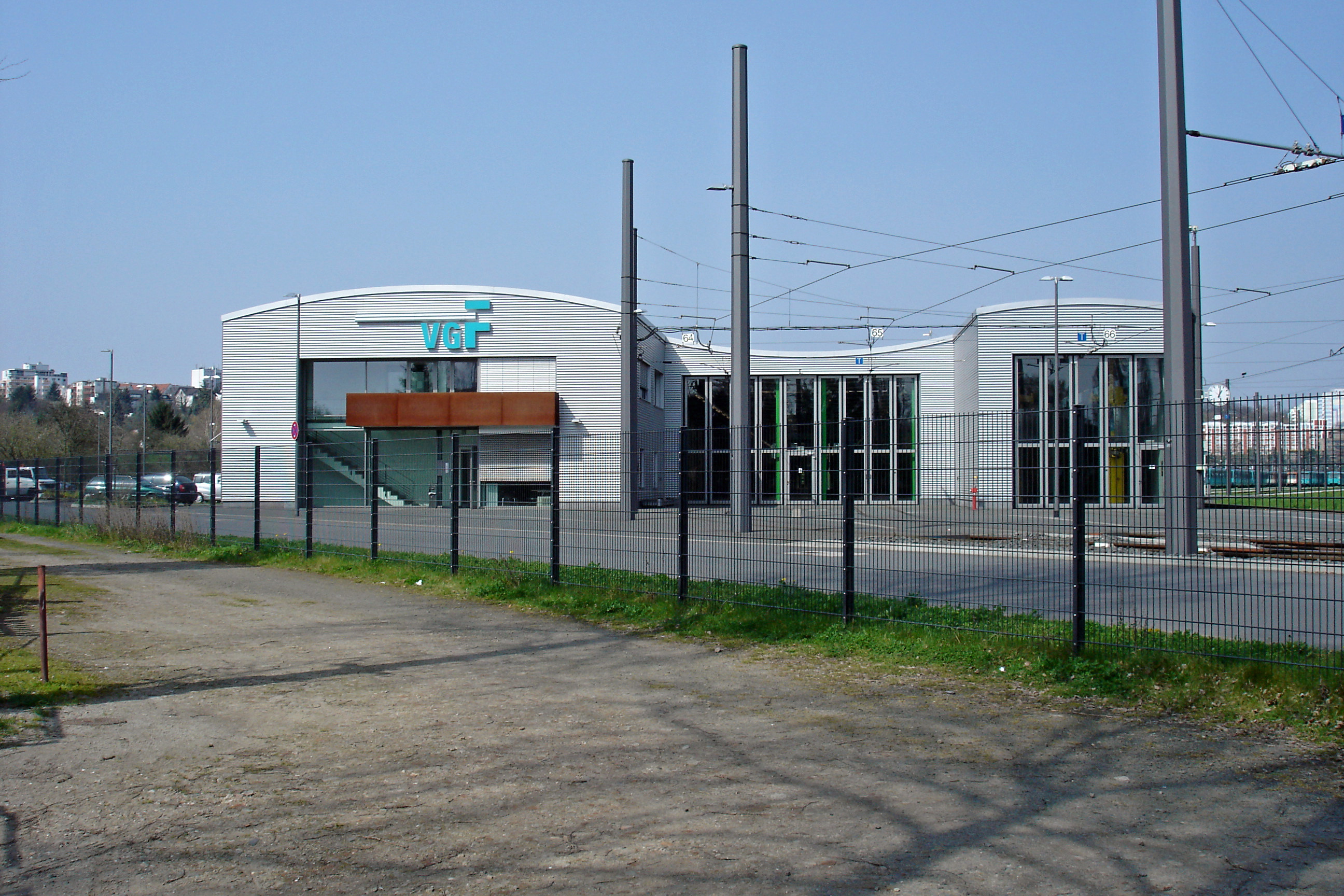
Betriebshof Ost

Die auf den C-Linien eingesetzten Fahrzeuge sind im Betriebshof Ost stationiert. Der Betriebshof wurde im Jahr 2003 eröffnet und dient außerdem der B-Strecke. Er liegt im Stadtteil Seckbach, parallel zur Stadtautobahn A 661 und wird von der C-Strecke aus über einen Abzweig zwischen den Stationen Johanna-Tesch-Platz und Schäfflestraße erreicht.
Am U-Bahnhof Zoo befindet sich außerdem eine unterirdische Abstellanlage.
An die Endstation Heerstraße schließt sich eine Betriebsstrecke an, die nach Rödelheim zur Stadtbahnzentralwerkstatt führt, wo größere Arbeiten an den Fahrzeugen aller Linien ausgeführt werden.

## Fahrzeuge

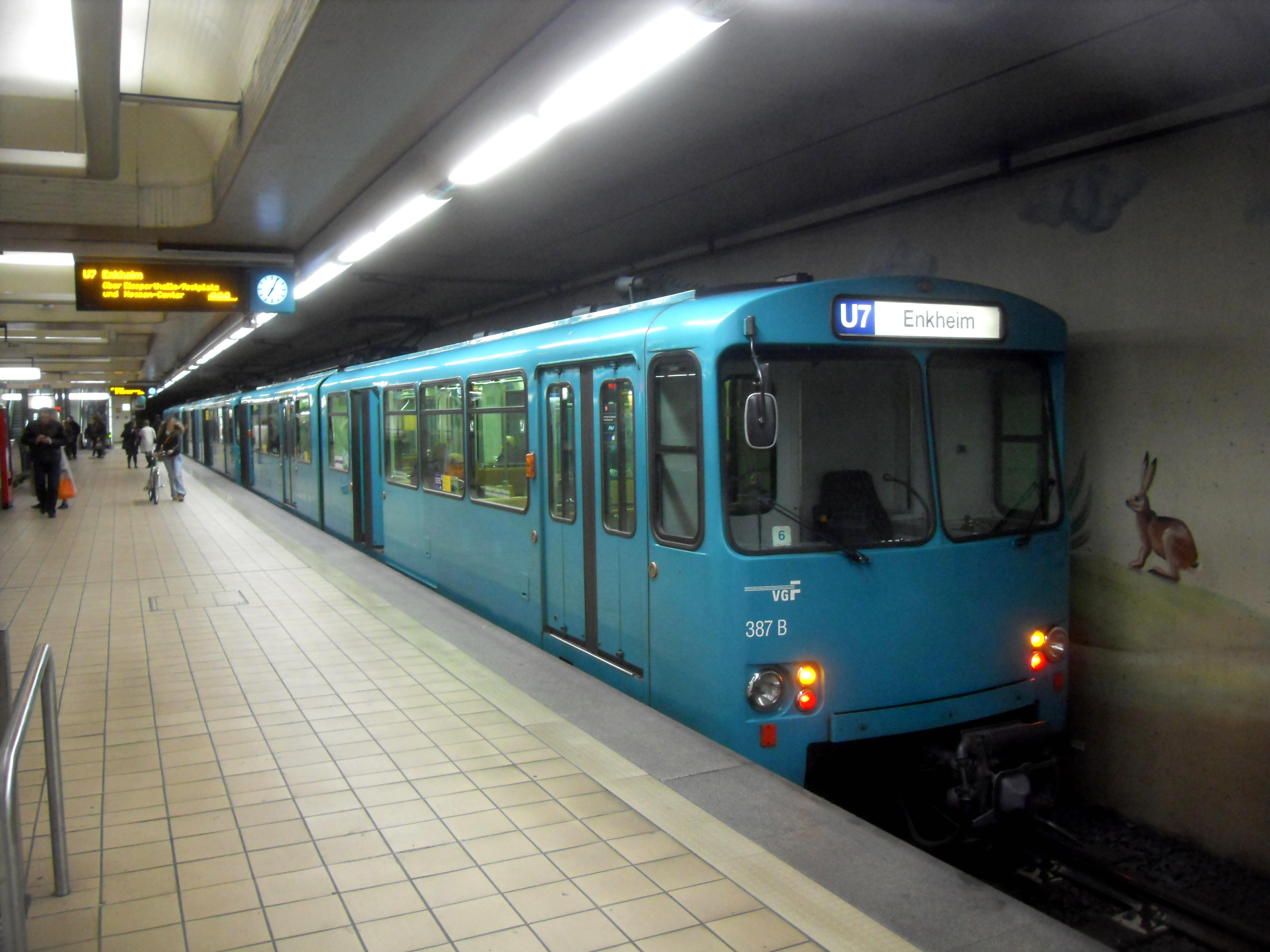
U2-Triebwagen im U-Bahnhof Zoo

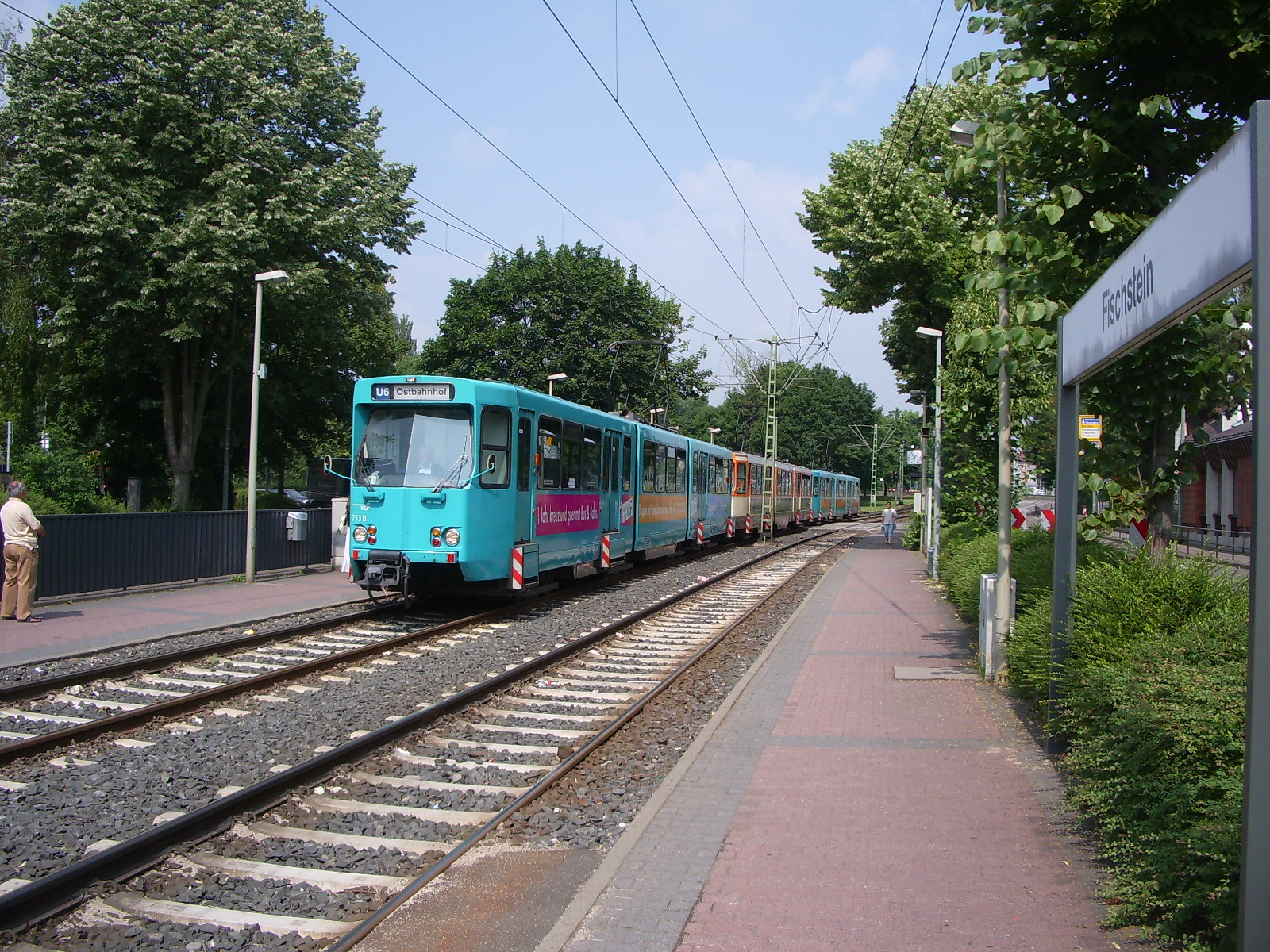
Stadtbahnwagen Typ Ptb an der alten Stadtbahnstation Fischstein

Die ursprüngliche Planung sah vor, für den Betrieb auf der C-Strecke weitere Fahrzeuge des Typs U3 anzuschaffen. Aus Kostengründen wurde dieser Plan jedoch fallen gelassen, stattdessen wurden die zwischen 1972 und 1978 in Betrieb genommenen Stadtbahnwagen des Typs Pt für den Betrieb herangezogen. Diese waren ursprünglich für den kombinierten Betrieb auf Stadtbahn- und Straßenbahnstrecken vorgesehen und verfügen deshalb über Klapptrittstufen, was einen Einsatz an Hochbahnsteigen und herkömmlichen Straßenbahnhaltestellen ermöglicht. Das Fahrzeug ist ein dreiteiliger Doppelgelenktriebwagen, dessen Mittelteil keine Türen besitzt, was den Fahrgastwechsel an den Bahnhöfen verzögert. Für den U-Bahn-Betrieb mit hohem Fahrgastaufkommen hat sich das Fahrzeug deshalb als wenig tauglich erwiesen.
Die Entscheidung, die gegenüber den übrigen Stadtbahnwagen 30 cm schmaleren Pt-Wagen einzusetzen, hatte zur Folge, dass auf dem Streckenabschnitt zwischen Industriehof und Heerstraße keine Hochbahnsteige errichtet werden konnten. Da die Stadtbahnzentralwerkstatt 1978 jenseits der Station Heerstraße eröffnet worden war, musste dieser Streckenabschnitt für Überführungsfahrten von breiteren Fahrzeugen der Typen U2 und U3 benutzt werden. Diese hätten für 2,35 m breite Fahrzeuge ausgelegte Hochbahnsteige aber nicht passieren können. Auf dem Ast der U7 sowie auf den unterirdischen Streckenabschnitten waren Überführungsfahrten von 2,65 m breiten Stadtbahnfahrzeugen nicht vorgesehen, die dortigen Hochbahnsteige konnten daher durch angeschraubte Stahlprofile für den Einsatz von Pt-Wagen angepasst werden.
Die Inbetriebnahme der U4-Triebwagen auf der A-Strecke ermöglichte im Sommer 1998 die Versetzung von U2-Triebwagen auf die C-Strecke. Diese wurden im Türbereich umgebaut (Variante U2e), so dass ein stufenloser Einstieg von 87 cm hohen Bahnsteigen möglich war. Gleichzeitig wurden die für den Stadtbahnbetrieb erforderlichen Pt-Wagen umgebaut: Die Klappstufen wurden um 15 cm nach außen versetzt (Typ Ptb), so dass ein gemeinsamer Betrieb mit breiteren U-Fahrzeugen möglich wurde. Innerhalb einer Nacht wurden an sämtlichen Stationen der C-Strecke die angebrachten Metallprofile entfernt. Seit dem Umbau der Station Industriehof im gleichen Jahr war es nun möglich, die Linie U7 mit U2e-Wagen zu bedienen. Die dort freigestellten Pt-Wagen wurden fortan im Straßenbahnnetz eingesetzt, wo sie die Ausmusterung der Straßenbahnwagen des Typs M ermöglichten. Ab 2008 verkehrten auch U3-Triebwagen auf einem Teil der C-Strecke, weil die verlängerte Linie U4 die Strecke der U7 zwischen Schäfflestraße und Enkheim mitbenutzt.
2004 wurden die oberirdischen Stationen der U6 mit Hochbahnsteigen ausgestattet, bis auf die Station Fischstein, die erst im Dezember 2010 in Richtung Industriehof verlegt wurde und als letzte Station der C-Strecke Hochbahnsteige bekam. Im Sommer 2012 wurden die Bahnsteighöhe in den Stationen der C-Strecke von 87 auf 80 cm abgesenkt, im Allgemeinen durch Aufschotterung im Bahnsteigbereich. Anschließend begann die schrittweise Umstellung zunächst der U6 und danach der U7 auf die neuen U5-Triebwagen. Im Gegenzug wurden die alten Ptb, U2h- und U2e-Triebwagen ausgemustert. Die Umstellung war im Sommer 2014 abgeschlossen.
Von April 2015 – Ende 2017 wurden auf der U6 für eine Übergangszeit erstmals U3-Triebwagen eingesetzt und die barrierefreien U5-Triebwagen auf die Linie U4 umgesetzt. Auf der Linie U7 verkehren seit Dezember 2014 ausschließlich Wagen des Typs U5, sodass zumindest auf dem gemeinsamen Abschnitt Barrierefreiheit gewährt ist.

## Fahrplan
Der Fahrplan wird nicht von der Betreiberin VGF, sondern von der lokalen Nahverkehrsgesellschaft traffiQ gestaltet.
| Linie        | Hauptverkehrszeit | Nebenverkehrszeit | Schwachverkehrszeit |
| ------------ | --- | ----------------- | ------------------- |
| S6           | 7–8 Min (8/h) | 10 Min (6/h)      | 15 Min (4/h)        |
| S7           | 7–8 Min (8/h) | 10 Min (6/h)      | 15 Min (4/h)        |
| (C) – Gesamt | 3–4 Min (16/h) | 5 Min (12/h)      | 7–8 Min (8/h)       |
|              | Auf der Grundstrecke zwischen Industriehof und Zoo wird durch die Bündelung der zwei Linien eine dichte Taktfolge erzielt. |                   |                     |